# África do Sul
África do Sul, oficialmente República da África do Sul e mais raramente referida como Suláfrica, é um país localizado no extremo sul da África, entre os oceanos Atlântico e Índico, com 2 798 quilômetros de litoral. É limitado pela Namíbia, Botsuana e Zimbábue ao norte; Moçambique e Essuatíni a leste; e com o Lesoto, um enclave totalmente rodeado pelo território sul-africano. O país é conhecido por sua biodiversidade e pela grande variedade de culturas, idiomas e crenças religiosas. A Constituição reconhece 11 línguas oficiais. Duas dessas línguas são de origem europeia: o africâner, uma língua que se originou principalmente a partir do neerlandês e que é falado pela maioria dos brancos e mestiços sul-africanos, e o inglês sul-africano, que é a língua mais falada na vida pública oficial e comercial, mas é apenas o quinto idioma mais falado em casa.
Considerado uma economia de renda média alta pelo Banco Mundial, o país é considerado um mercado emergente. A economia sul-africana é a segunda maior do continente (atrás apenas da Nigéria) e a 25ª maior do mundo (PPC). Multiétnico, o país possui as maiores comunidades de europeus, indianos e mestiços da África. Apesar de 70% da população sul-africana ser composta por negros, este grupo é bastante diversificado e abrange várias etnias que falam línguas bantas, um dos idiomas que têm estatuto oficial. No entanto, cerca de um quarto da população está desempregada e vive com menos de 1,25 dólar por dia.
A África do Sul é uma democracia constitucional, na forma de uma república parlamentar; ao contrário da maioria das repúblicas parlamentares, os cargos de chefe de Estado e chefe de governo são mesclados em um presidente dependente do parlamento. É um dos poucos países africanos que nunca passaram por um golpe de Estado ou entraram em uma guerra civil depois do processo de descolonização, além de ter eleições regulares sendo realizadas por quase um século. A grande maioria dos negros sul-africanos, no entanto, foram completamente emancipados apenas depois de 1994, após o fim do regime do apartheid. Durante o século XX, a maioria negra lutou para recuperar os seus direitos, que foram suprimidos durante décadas pela minoria branca, dominante política e economicamente, uma luta que teve um grande papel na história recente do país.
O país é um dos membros fundadores da União Africana, da Organização das Nações Unidas (ONU) e da Nova Parceria para o Desenvolvimento da África (NEPAD), além de ser membro do Tratado da Antártida, do Grupo dos 77, da Zona de Paz e Cooperação do Atlântico Sul, da União Aduaneira da África Austral, da Organização Mundial do Comércio (OMC), do Fundo Monetário Internacional (FMI), do G20, do G8+5 e é uma das nações BRICS. Tem ainda a melhor infraestrutura e a segunda maior economia do continente.

## Nome
Mzansi, derivado do xossa substantivo umzantsi que significa "sul", é um nome coloquial para a África do Sul, enquanto alguns partidos políticos panafricanistas preferem o termo "Azania".

## História

### Pré-história
A África do Sul contém alguns dos mais antigos sítios arqueológicos e fósseis humanos do mundo. Vários restos de fósseis foram recuperados a partir de uma série de cavernas na província de Gautengue. A área é um Patrimônio Mundial pela UNESCO e foi denominada o Berço da Humanidade. Os locais incluem Sterkfontein, que é um dos mais ricos territórios de fósseis hominídeos no mundo. Outros locais incluem Swartkrans, Caverna de Gondolin, Kromdraai, Caverna Coopers e Malapa. O primeiro fóssil de hominídeo descoberto na África, a Criança de Taung, foi encontrado perto da cidade de Taung, na província Noroeste, em 1924. Outros restos de hominídeos foram recuperados a partir de sítios de Makapansgat em Limpopo, Cornelia e Florisbad no Estado Livre, Caverna Border em Cuazulo-Natal, na embocadura do rio Klasies no Cabo Oriental e Pinnacle Point, Elandsfontein e na Caverna Die Kelders em Cabo Ocidental. Esses sítios indicam que várias espécies de hominídeos viviam na África do Sul há cerca de três milhões de anos, entre eles o Australopithecus africanus.

### Expansão banta

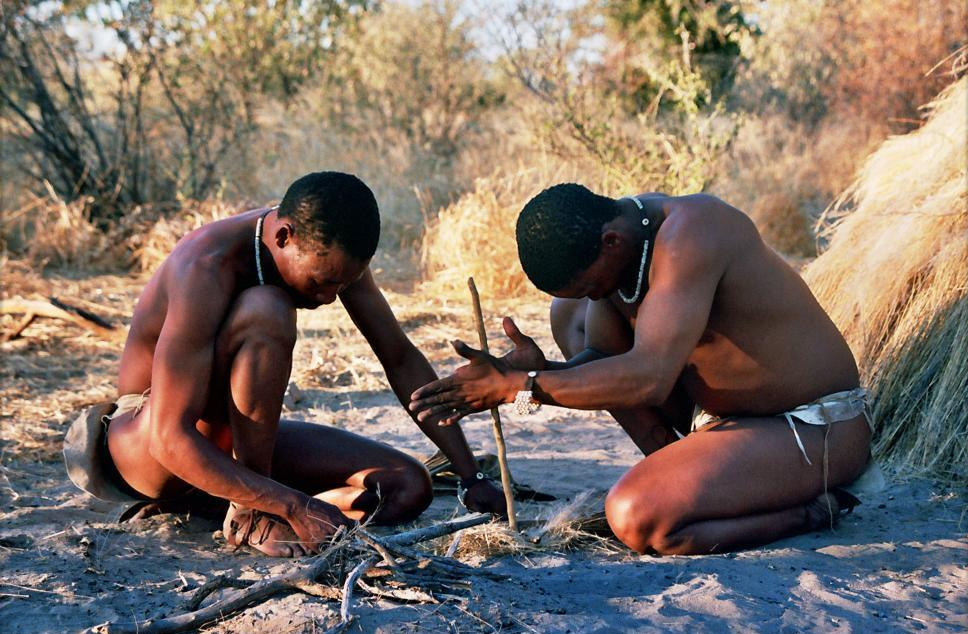
Nativos san usando um método primitivo de criar fogo

Os assentamentos de povos de língua banta, que eram agricultores e pastores que manejavam ferro, já estavam presentes ao sul do rio Limpopo (agora a fronteira norte com Botsuana e Zimbábue) nos séculos IV e V. Eles deslocaram-se, conquistaram e absorveram os povos coissãs, cóis e sãs. Os bantos se moveram lentamente em direção ao sul ao longo do tempo. Os primeiros sinais de siderurgia na atual província Cuazulo-Natal datam de cerca de 1050.
O grupo meridional era o povo xossa, cuja linguagem incorpora certos traços linguísticos dos povos coissãs anteriores. Os xossa chegaram ao rio Great Fish, na atual província do Cabo Oriental. Como eles migravam, essas populações maiores da Idade do Ferro deslocavam ou assimilavam os povos anteriores. Em Mepumalanga, vários círculos de pedra foram encontrados junto a arranjos de pedras que têm sido chamado de Calendário de Adão.

### Contato português

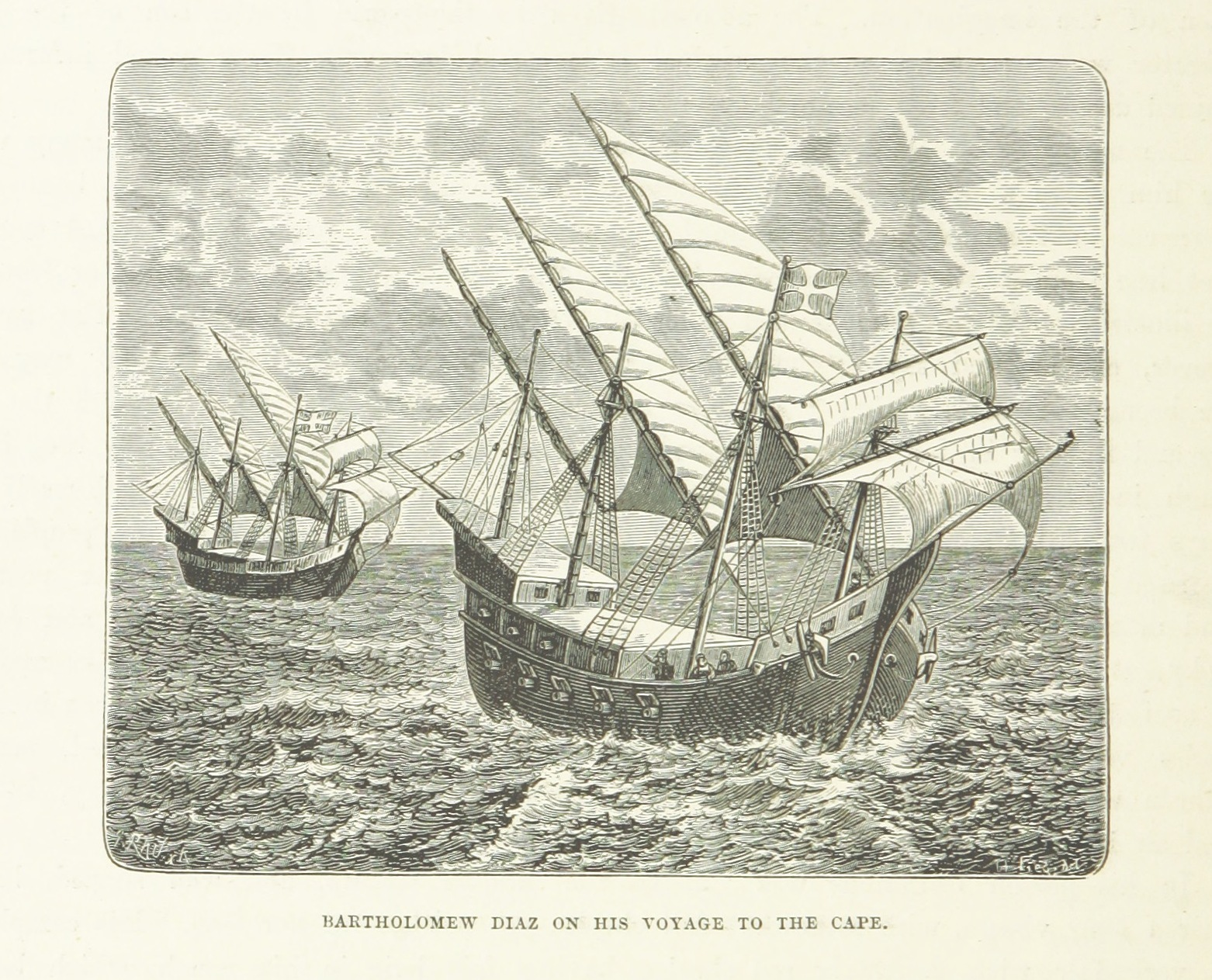
Caravelas S. Cristóvão e S Pantaleão a cruzar o Cabo das Tormentas

Na época do contato europeu, o grupo étnico dominante eram os povos bantos que migraram de outras partes da África cerca de mil anos antes. Os dois principais grupos eram os xossas e os zulus. Em 1487, o explorador português Bartolomeu Dias liderou a primeira viagem europeia a desembarcar em território que atualmente faz parte da África do Sul.
Em 4 de dezembro, Dias desembarcou em Walfisch Bay (agora conhecido como Walvis Bay, na atual Namíbia). Antes disto, em 1485, Diogo Cão tinha chegado a Cabo Cross, 160 km a norte de Walvis bay.
Depois de 8 de janeiro de 1488, impedido de prosseguir ao longo da costa por conta de tempestades, Dias navegou em alto mar e passou o ponto mais meridional da África sem vê-lo. Ele chegou até a costa oriental de África, no que chamou de Rio do Infante, provavelmente o atual rio Groot, em maio de 1488, mas em seu retorno, viu o Cabo, que chamou de primeira Cabo das Tormentas.
Mais tarde, o rei João II de Portugal rebatizou o ponto para Cabo da Boa Esperança, uma vez que levava às riquezas das Índias Orientais. A façanha de Dias foi posteriormente imortalizada por Luís de Camões no poema épico Os Lusíadas (1572).

### Colonização europeia

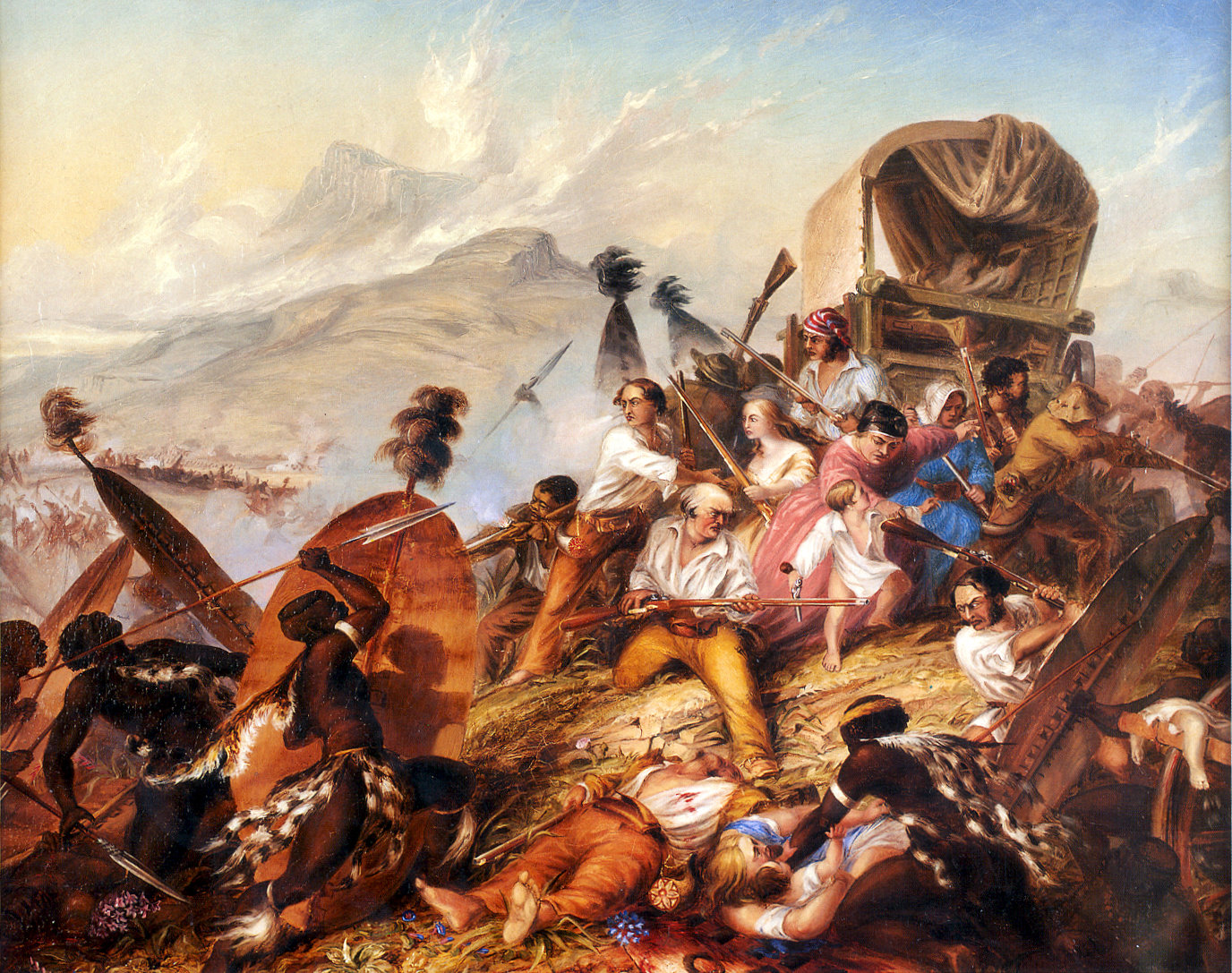
Zulus atacam um acampamento bôer em fevereiro de 1838

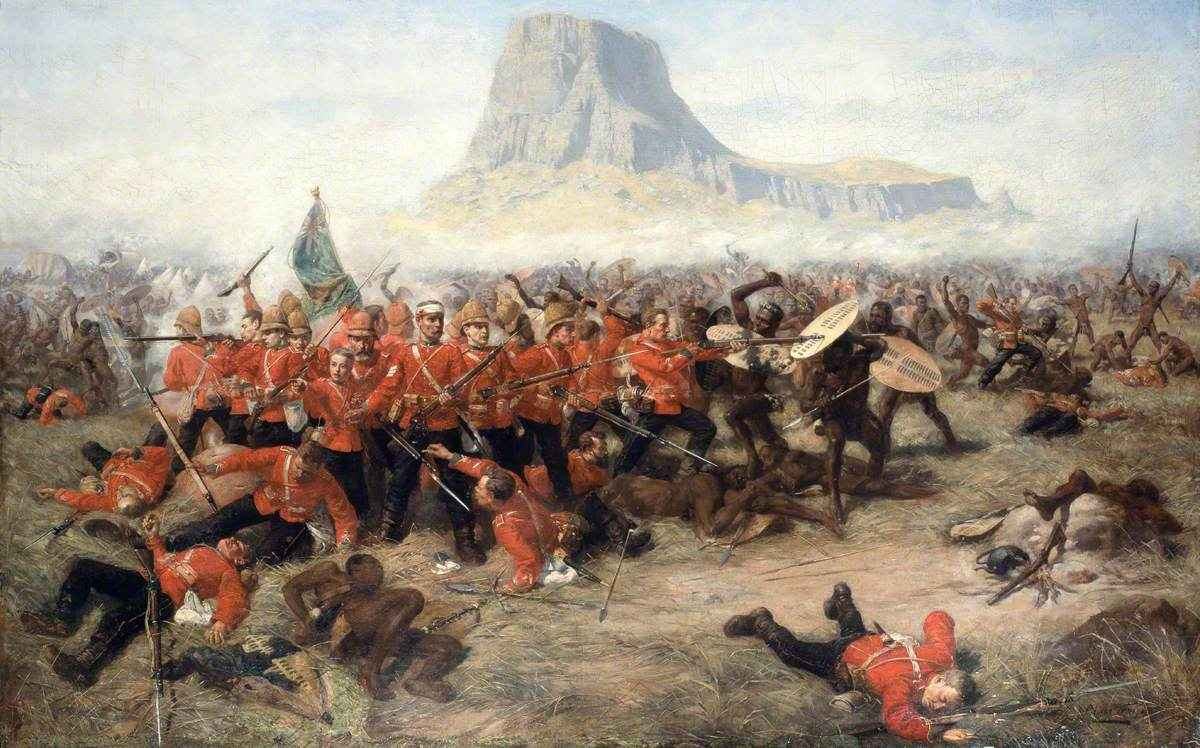
Derrota britânica para o Reino Zulu durante a Batalha de Isandhlwana, a primeira da Guerra Anglo-Zulu

Em 1652, um século e meio após a descoberta da Rota Marítima do Cabo, a Companhia Holandesa das Índias Orientais fundou uma estação de abastecimento que mais tarde viria ser a Cidade do Cabo. A Cidade do Cabo tornou-se uma colônia britânica em 1806. A colonização europeia expandiu-se na década de 1820 com os bôeres (colonos de origem neerlandesa, flamenga, francesa e alemã) enquanto os colonos britânicos se assentaram no norte e no leste do país. Nesse período, conflitos surgiram entre os grupos xossa, zulu e africâners que competiam por território.
Durante a década de 1830, cerca de doze mil bôeres (mais tarde conhecido como Voortrekkers) partiram da Colônia do Cabo, onde tinham sidos submetidos ao controle britânico. Eles migraram para as regiões que mais tarde se tornariam Natal, Estado Livre de Orange e Transvaal. Os bôeres fundaram a República Sul-Africana (atual Gautengue, Limpopo, Mepumalanga e províncias do oeste e do norte) e o Estado Livre de Orange (Free State).
A descoberta de diamantes, em 1867, e de ouro, em 1884, no interior do país, iniciou a "Revolução Mineral" e o aumento do crescimento econômico e da imigração. Isto intensificou a subjugação dos povos indígenas pelos sul-africanos europeus. A luta para controlar esses importantes recursos econômicos foi um fator decisivo nas relações entre os europeus e os nativos e também entre os bôeres e os britânicos.

### Guerra dos Bôeres

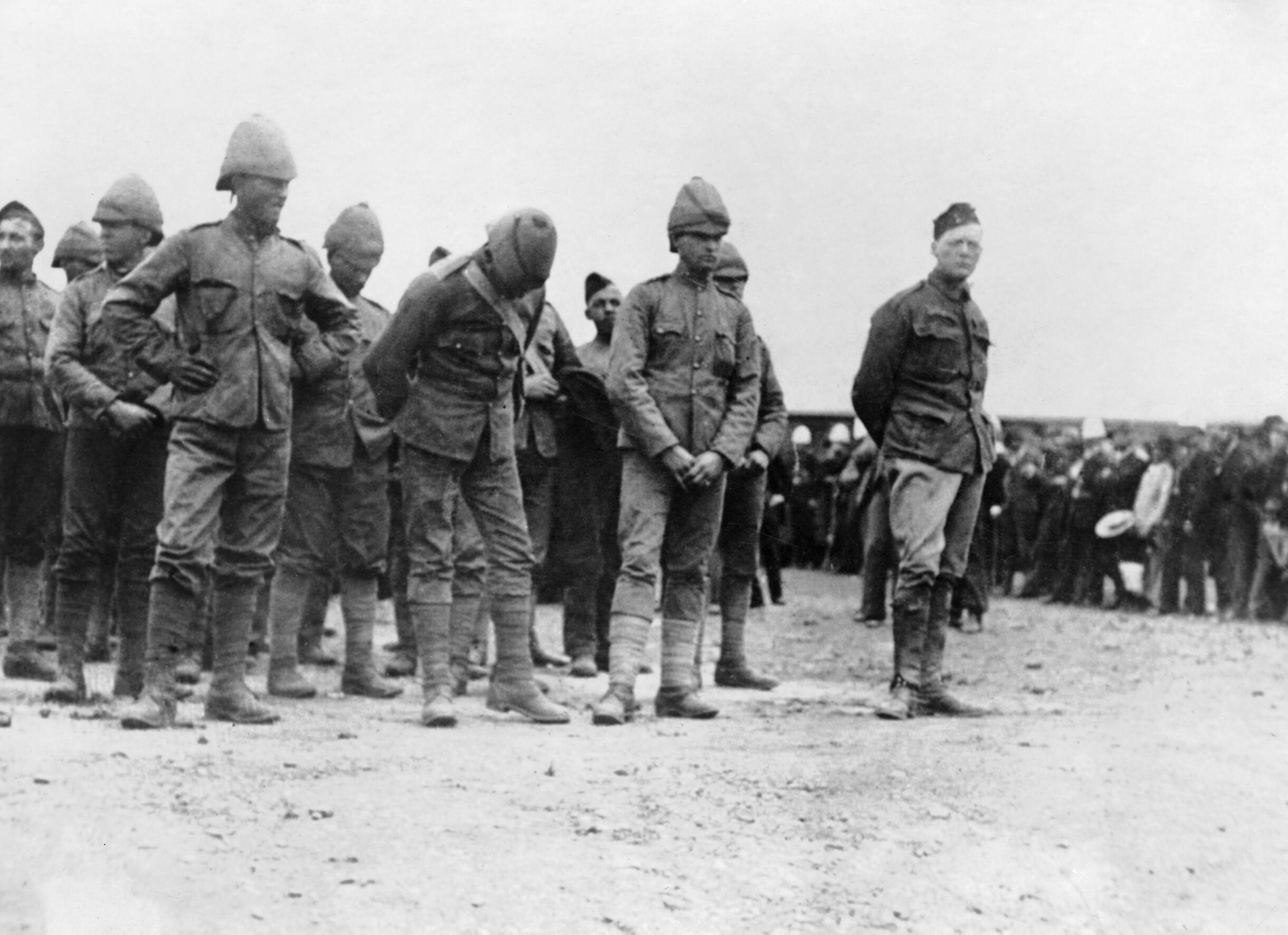
Winston Churchill (direita) ao lado de outros soldados britânicos capturados por forças bôeres durante a Segunda Guerra dos Bôeres

As repúblicas bôeres resistiram com sucesso às invasões britânicas durante a Primeira Guerra dos Bôeres (1880–1881) usando táticas de guerrilha, que foram bem adaptados às condições locais. Os britânicos voltaram com um número maior de homens, com mais experiência e com uma nova estratégia na Segunda Guerra dos Bôeres (1899–1902), mas sofreram pesadas perdas durante os conflitos, apesar de terem sido os vencedores.
Dentro do país, as políticas antibritânicas entre brancos sul-africanos focavam na independência. Durante os períodos coloniais neerlandês e britânico, a segregação racial era majoritariamente informal, apesar de algumas legislações terem sido promulgadas para controlar o estabelecimento e a livre circulação de povos nativos.
Oito anos após o fim da Segunda Guerra dos Bôeres e após quatro anos de negociação, uma lei do parlamento britânico (Ato da África do Sul de 1909) criou a União Sul-Africana em 31 de maio de 1910. A União era um domínio britânico que incluía as antigas colônias neerlandesas do Cabo e de Natal, bem como as repúblicas do Estado Livre de Orange e de Transvaal.
A Lei das Terras dos Nativos de 1913 restringiu severamente a propriedade de terra por negros; nessa época os nativos controlavam apenas 7% do território do país. A quantidade de terra reservada para os povos indígenas foi mais tarde ligeiramente aumentada.

### Independência, república e regime segregacionista

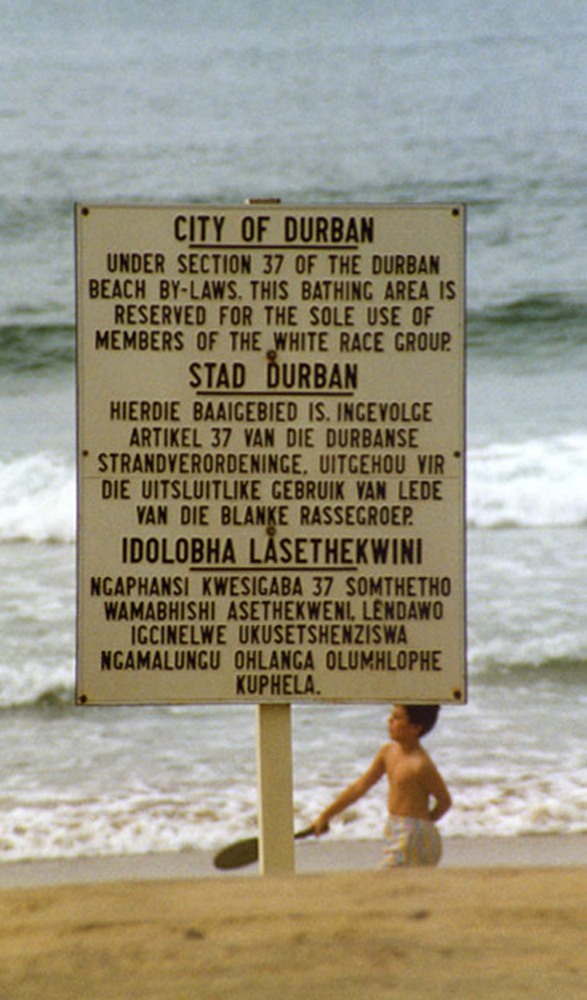
Placa em uma praia de Durban, em 1989, indica — em inglês, africâner e zulu — se tratar de uma "área de banho reservada para uso exclusivo por integrantes do grupo racial branco"

Em 1931, a União tornou-se efetivamente independente do Reino Unido, com a promulgação do Estatuto de Westminster. Em 1934, o Partido Sul-Africano e o Partido Nacional se fundem para formar o Partido Unido, buscando a reconciliação entre os africânderes e os brancos anglófonos. Em 1939, o partido se divide sobre a entrada da União na Segunda Guerra Mundial como uma aliada do Reino Unido, uma decisão que os seguidores do Partido Nacional se opuseram.
Em 1948, o Partido Nacional foi eleito e chegou ao poder. Esse grupo político, sob a liderança do pastor e primeiro-ministro Daniel François Malan, reforçou a segregação racial, que já tinha começado sob o domínio colonial neerlandês e britânico. O Governo Nacionalista classificou todos os povos em três raças, com direitos e limitações desenvolvidas para cada uma. A minoria branca controlava a muito maior maioria negra. A segregação legalmente institucionalizada ficou conhecida como apartheid. Enquanto a minoria branca sul-africana usufruía do mais alto padrão de vida de toda a África (comparável aos de nações de países desenvolvidos ocidentais), a maioria negra ficou em desvantagem em quase todos os aspectos, como renda, educação, habitação e expectativa de vida. A Carta da Liberdade, adotada em 1955 pela Aliança do Congresso, exigiu uma sociedade não racial e o fim da discriminação.
A África do Sul abandonou a Commonwealth em 1961, na sequência de um referendo (onde, obviamente, só pôde participar a comunidade branca) que ditou a proclamação da república. Apesar da oposição dentro e fora do país, o governo manteve o regime do apartheid. No início do século XX alguns países e instituições ocidentais começaram a boicotar os negócios com o país por causa das suas políticas de opressão racial e de direitos civis. Após anos de protestos internos, ativismo e revolta de sul-africanos negros e de seus aliados, finalmente, em 1990, o governo sul-africano iniciou negociações que levaram ao desmantelamento das leis de discriminação e às eleições democráticas de 1994. O país então regressou à Commonwealth.
Em 1983, é adotada uma nova constituição que garante uma política de direitos limitados às minorias asiáticas, mas continua a excluir os negros do exercício dos direitos políticos e civis. A maioria negra, portanto, não tinha direito de voto nem representação parlamentar. O partido branco dominante, durante a era do apartheid, foi o Partido Nacional, enquanto a principal organização política negra era o Congresso Nacional Africano (ANC), que durante quase cinquenta anos foi considerado ilegal.

### Era pós-apartheid

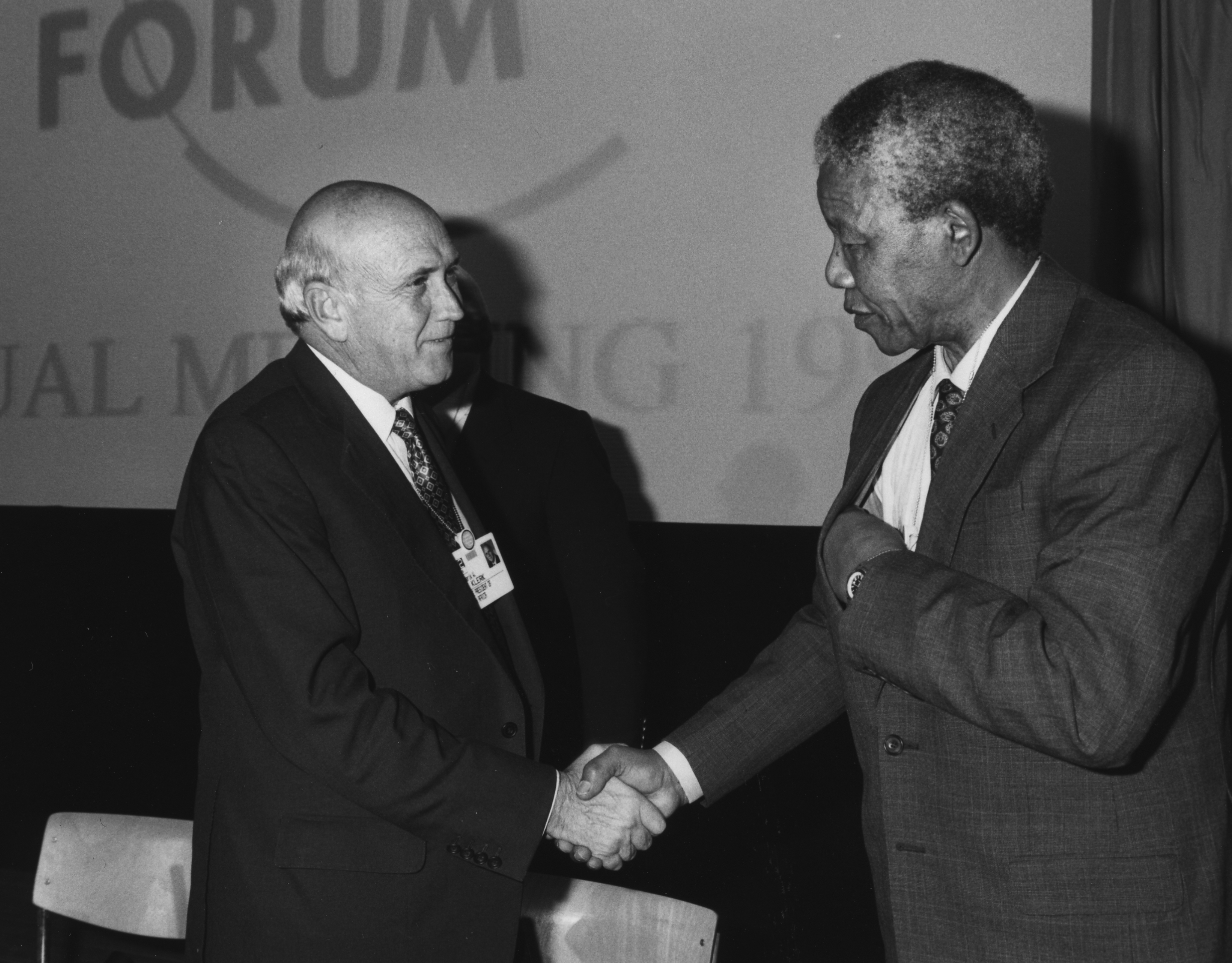
Frederik de Klerk (à esquerda) e Nelson Mandela (que viria a se tornar o primeiro presidente negro do país em 1994) se cumprimentam no Fórum Econômico Mundial de 1992 em Davos, na Suíça

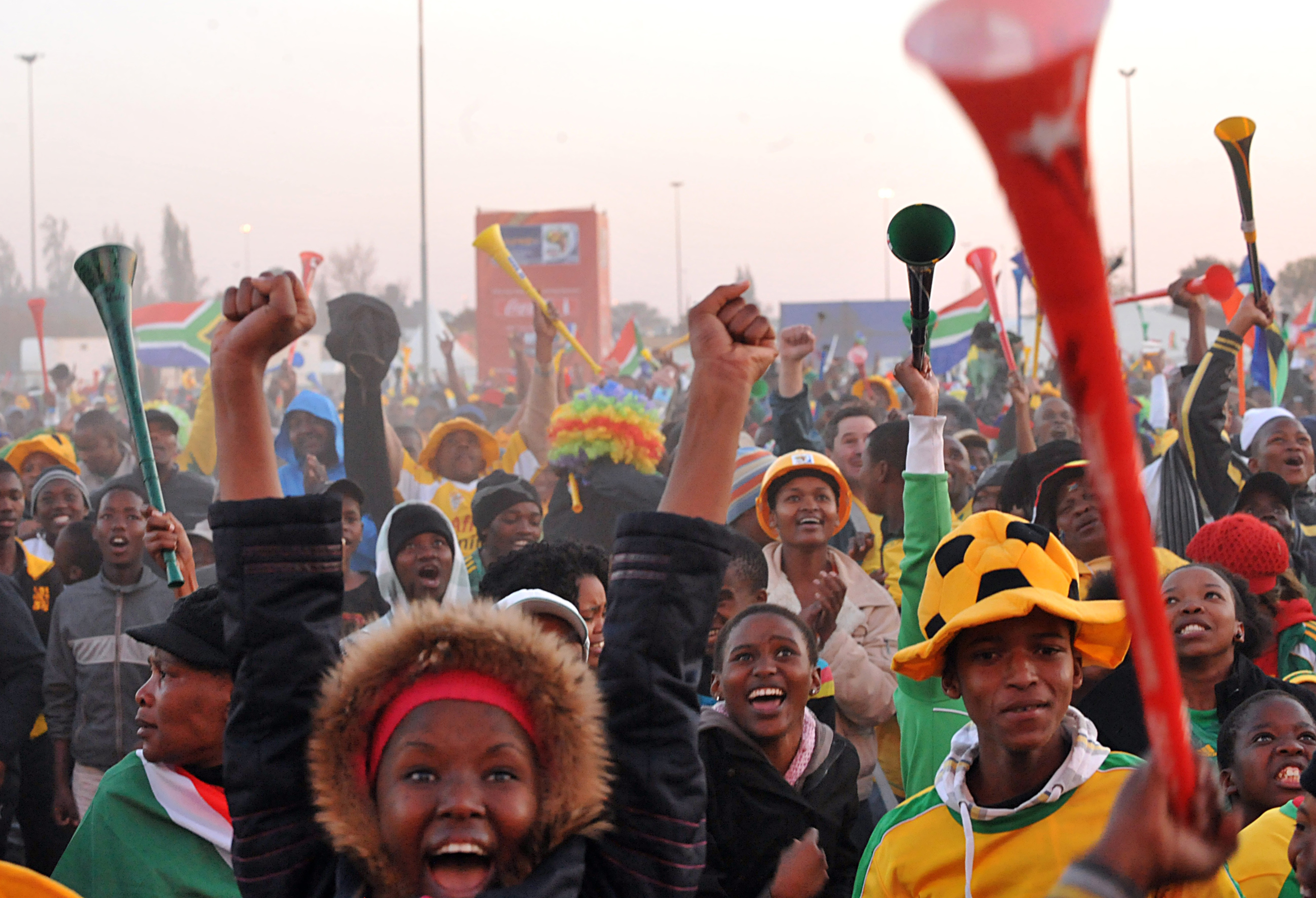
Sul-africanos assistindo a um dos jogos da Copa do Mundo FIFA de 2010

Mais tarde, em 1990, sob a liderança do presidente F. W. de Klerk, o governo sul-africano começa a desmantelar o sistema do apartheid, libertando Nelson Mandela, líder do ANC, e aceitando legalizar esta organização, bem como outras anti-apartheid. Os passos seguintes no sentido da união nacional são dados em 1991. A abertura das negociações entre os representantes de todas as comunidades, com o objetivo de elaborar uma Constituição democrática, marca o fim de uma época perturbada na África do Sul que iniciou-se em 1948 e teve seu fim em 1990, 42 anos, época esta chamada de apartheid, que numa tradução para o português seria "segregação racial".
No dia 10 de abril de 1993, um dos principais líderes do movimento negro da África do Sul, Chris Hani, morreu vítima de dois tiros, diante da própria residência. O que seus assassinos não previram é que essa morte acabaria por acelerar o fim do apartheid. No mesmo ano, o governo e a oposição negra acordam nos mecanismos que garantam a transição para um sistema político não discriminatório. É criado um comitê executivo intermediário, com maioria negra, para supervisionar as primeiras eleições multipartidárias e multirraciais, e é criado, também, um organismo que fica encarregado de elaborar uma Constituição que garanta o fim do apartheid. Em abril de 1994 são realizadas as primeiras eleições multirraciais da história sul-africana. O ANC ganha as eleições e Nelson Mandela, formando um Governo de unidade nacional, torna-se o primeiro presidente sul-africano negro.
No período pós-apartheid, o desemprego tem sido extremamente alto quanto o país tem lutado para lidar com as muitas mudanças. Enquanto muitos negros subiram para as classes média e alta, a taxa global de desemprego de negros piorou entre 1994 e 2003. A pobreza entre os brancos, antes rara, aumentou. Além disso, o atual governo tem se esforçado para alcançar uma disciplina monetária e fiscal para garantir tanto a redistribuição da riqueza quanto o crescimento econômico. Desde o governo liderado pelo ANC ter assumido o poder, o Índice de Desenvolvimento Humano (IDH) do país diminuiu, apesar de ter aumentado progressivamente até meados da década de 1990. Alguns atribuem isto à pandemia de HIV/AIDS e ao fracasso do governo em tomar medidas para enfrentar o problema nos primeiros anos.
Em maio de 2008, motins deixaram mais de sessenta pessoas mortas. O Centro pelo Direito à Moradia contra Despejos estimou que mais de cem mil pessoas foram expulsas de suas casas. Os migrantes e refugiados que procuram asilo no país eram os principais alvos, mas um terço das vítimas era de cidadãos sul-africanos. Em uma pesquisa de 2006, o Projeto de Migração Sul-Africano concluiu que os sul-africanos são os que mais se opõem à imigração em todo o mundo. Em 2008, o Alto Comissariado das Nações Unidas para os Refugiados estimou mais de duzentos mil refugiados que receberam asilo na África do Sul, quase quatro vezes mais do que no ano anterior. Essas pessoas vieram principalmente do Zimbábue, embora muitos também venham do Burundi, República Democrática do Congo, Ruanda, Eritreia, Etiópia e Somália. A concorrência em empregos, oportunidades de negócios, serviços públicos e habitação levou a uma tensão entre refugiados e as comunidades que os acolheram. Apesar da xenofobia ainda é um problema no país, a violência recente não tem sido tão generalizada como foi inicialmente temido.

## Geografia

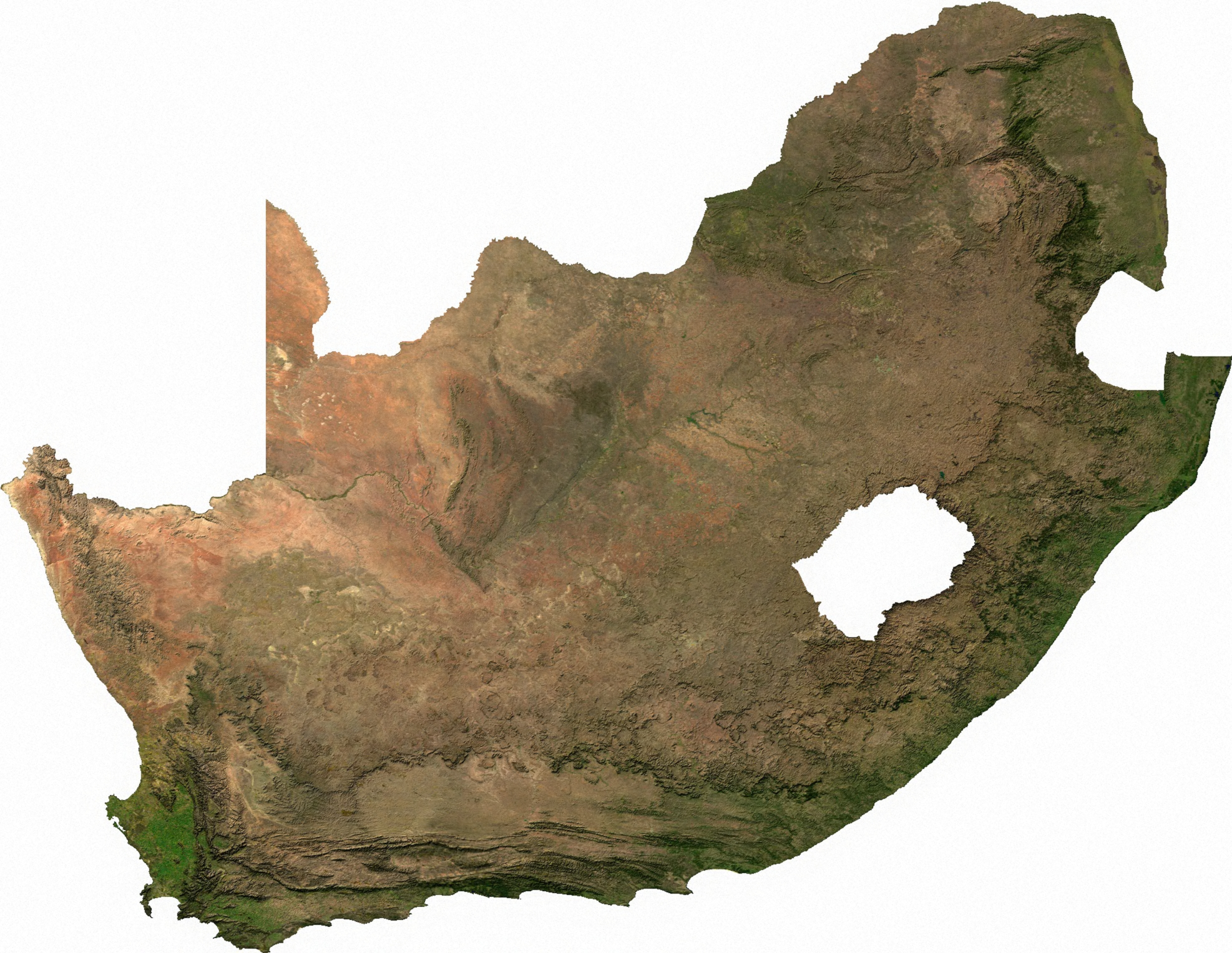
Imagem de satélite da África do Sul (The Map Library).

A África do Sul está localizada no extremo sul do continente africano, com uma região costeira que se estende por mais de 2 500 km, sendo também banhada por dois oceanos (Atlântico e Índico). Com uma extensão territorial de 1 219 912 km², o país é o 25.º maior do mundo em área.
A África do Sul tem uma paisagem variada. Na parte ocidental, estende-se um grande planalto composto em parte por deserto e em parte por pastagens e savanas, cortado pelo curso do rio Orange e do seu principal afluente, o Vaal. A sul, erguem-se as cordilheiras do Carru e, a leste, o Drakensberg, a maior cadeia montanhosa da África meridional, onde situa-se o ponto mais elevado do país no Mafadi com 3450 metros, na fronteira África do Sul-Lesoto. A norte, o curso do rio Limpopo serve de fronteira com o Botsuana e o Zimbábue. O clima varia entre uma pequena zona de clima mediterrânico, no extremo sul, na região do Cabo, a desértico a noroeste. No Drakensberg há áreas com clima de montanha e neve nos pontos mais elevados, comumente no inverno.
Em 1998, através da Lei n.º 118, foi criado o Conselho Sul-africano de Nomes Geográficos, com o objetivo de propor a mudança dos nomes de cidades, províncias e acidentes geográficos, substituindo nomes em inglês e em africâner por nomes baseados em línguas africanas. Muitas alterações já foram aprovadas, outras estão em estudo. Em breve, as grandes cidades do país poderão ser conhecidas como Tsuane (Pretória), Guquebera (Porto Elizabeth), Ethekwini (Durban), Mangaung (Bloemfontein), Emonti (East London), Ambombela (Nelspruit) e Polokwane (Pietersburg), dentre outras.

### Clima

África do Sul de acordo com a classificação climática de Köppen-Geiger

A África do Sul tem, em geral, um clima temperado, em parte por estar rodeada pelos oceanos Atlântico e Índico em três lados, pela sua localização climática mais leve no hemisfério sul e devido à altitude média, que sobe de forma constante em direção ao norte (em direção ao equador) e mais para o interior. Devido a esta topografia variada e pela influência oceânica, o país tem uma grande variedade de zonas climáticas.
As zonas climáticas variam desde o deserto do Namibe, no noroeste, ao clima subtropical, no leste, ao longo da fronteira com Moçambique e com o Oceano Índico. Do leste, a terra sobe rapidamente sobre a Grande Escarpa da África Austral em direção ao planalto interior conhecido como Highveld. Embora a África do Sul seja classificada como semiárida, há uma variação considerável no clima, bem como na topografia.
O extremo sudoeste tem um clima muito semelhante ao do Mediterrâneo, com invernos chuvosos e verões quentes e secos, que acolhe o famoso bioma Fynbos de pastagem e florestas. Essa área também produz a maior parte do vinho na África do Sul. Esta região também é particularmente conhecida por seu vento, que sopra intermitente por quase todo o ano. A força deste vento torna o Cabo da Boa Esperança especialmente traiçoeiro para os marinheiros, causando muitos naufrágios. Mais a leste, na costa sul, a precipitação é distribuída mais uniformemente ao longo do ano, produzindo uma paisagem verde. Esta área é conhecida popularmente como a Rota dos Jardins.
A província de Estado Livre é particularmente plana devido ao fato de estar centralizada no planalto. No norte do rio Vaal, o Highveld torna-se melhor regado e não experimenta extremos de calor subtropical. Joanesburgo, no centro do Highveld, está em 1 740 metros e recebe uma precipitação anual de 760 milímetros. Os invernos nesta região são frios, embora a neve seja rara.
As altas montanhas Drakensberg, que formam a escarpa sudeste do Highveld, oferecem oportunidades limitadas de esqui no inverno. O lugar mais frio na África do Sul é Sutherland, no oeste das montanhas Roggeveld, onde as temperaturas de inverno podem alcançar -15 °C. O interior profundo tem as temperaturas mais elevadas: a temperatura de 51,7 °C foi registrada em 1948 perto de Upington, localizada na zona de influência do Calaári, no Cabo Setentrional.

Geografia da África do Sul
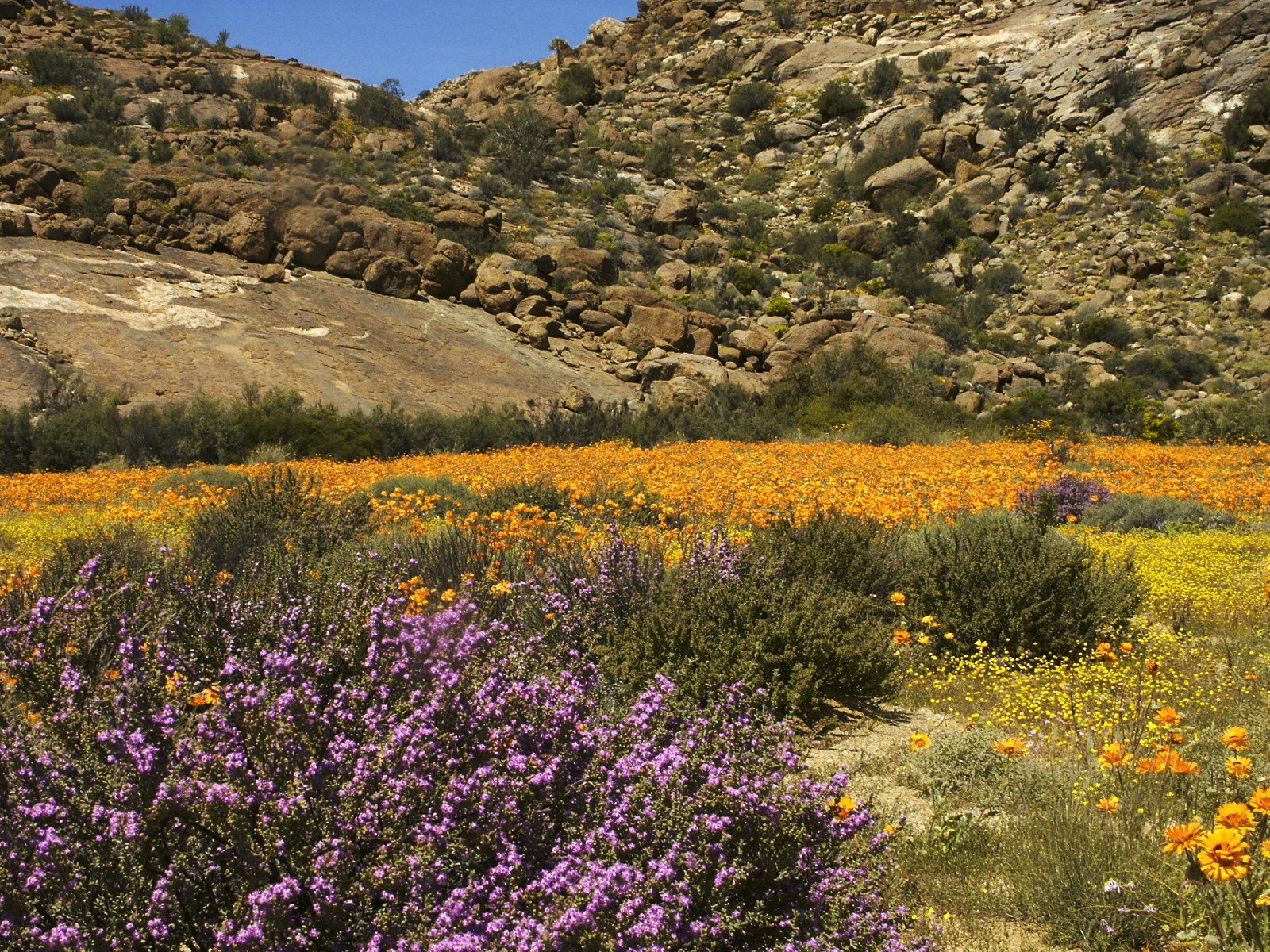
Flores da primavera em Namaqualândia.
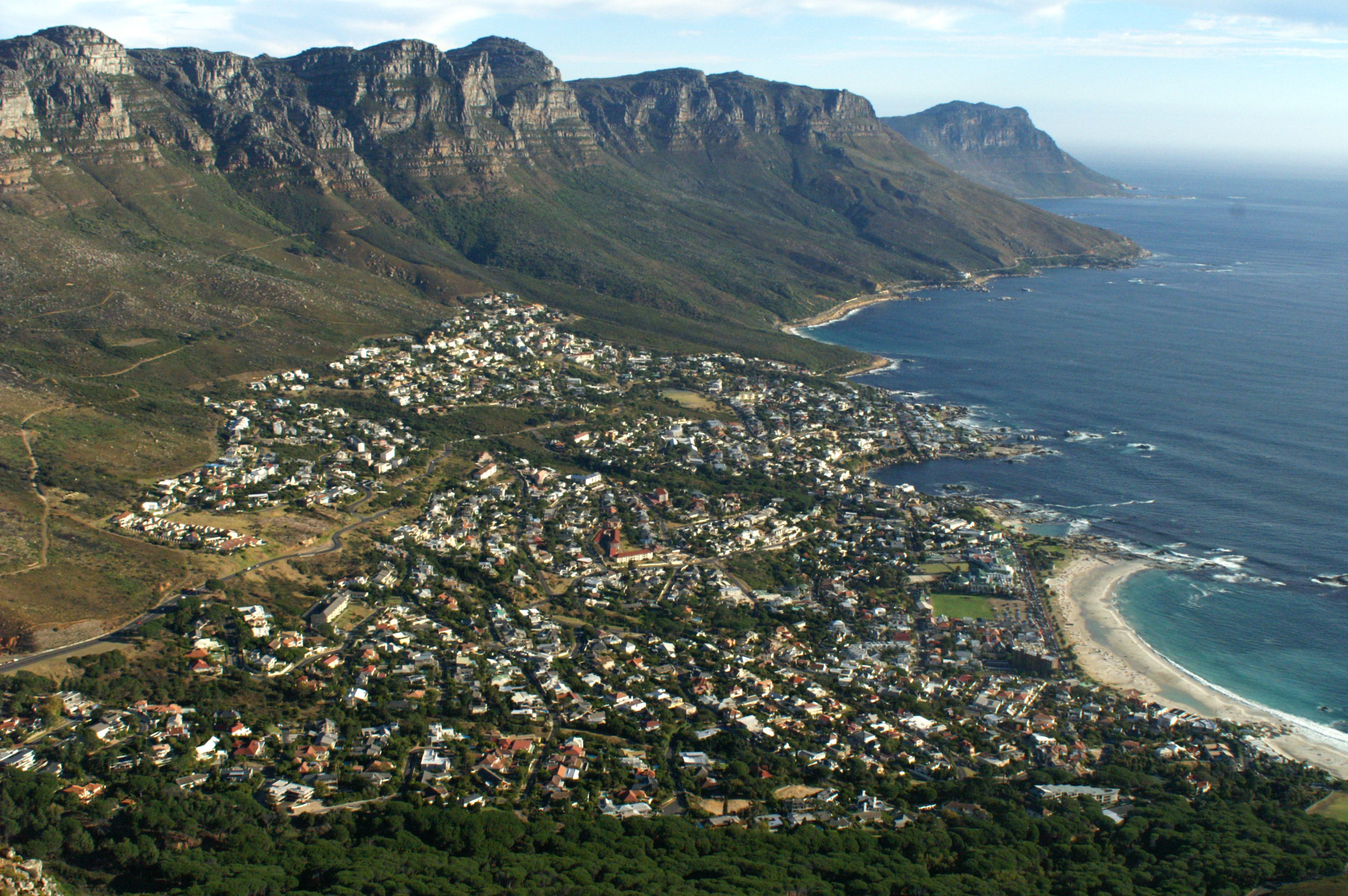
Praia de Camps Bay, na Cidade do Cabo.
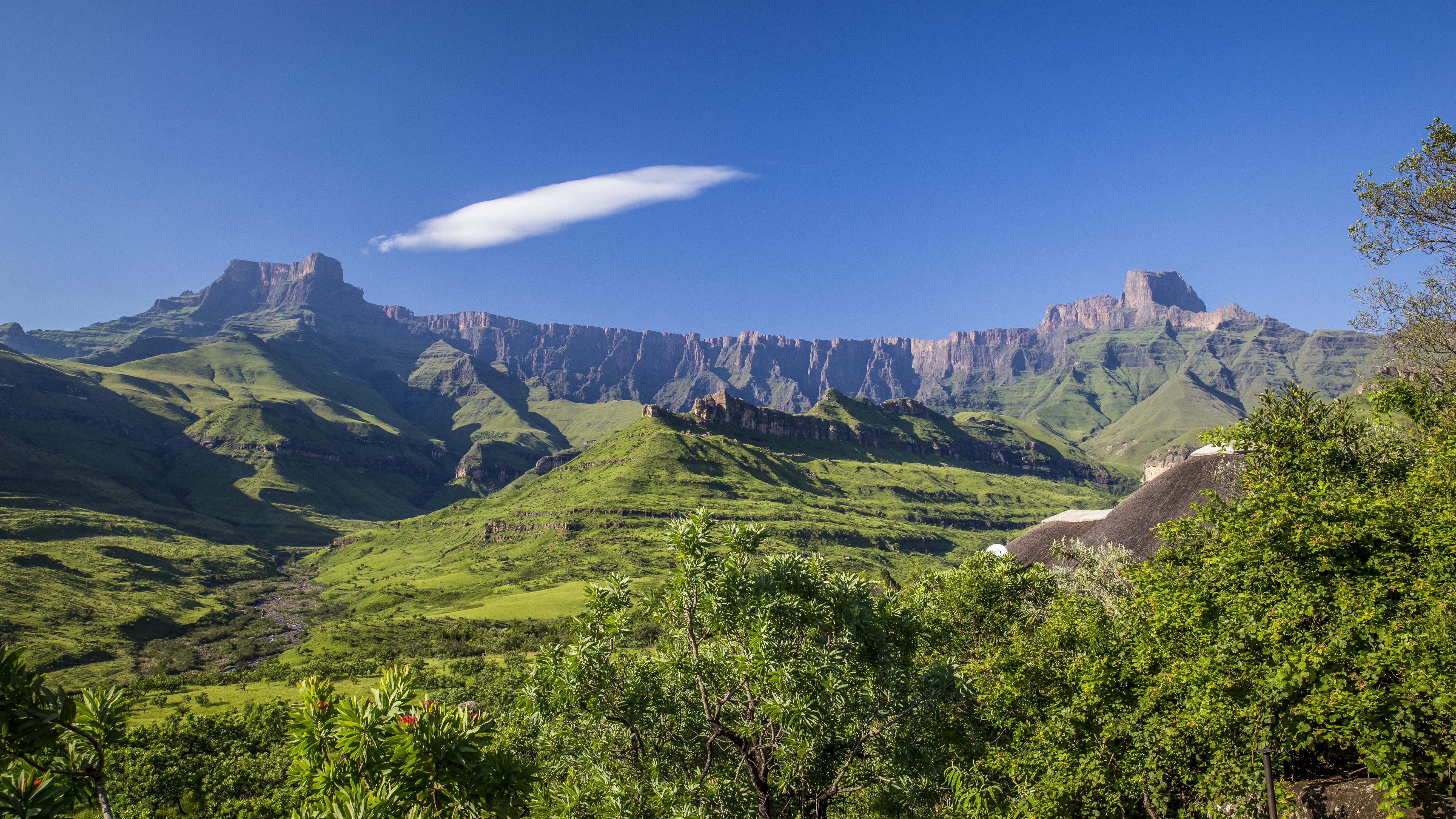
Drakensberg, a mais alta cordilheira do país.
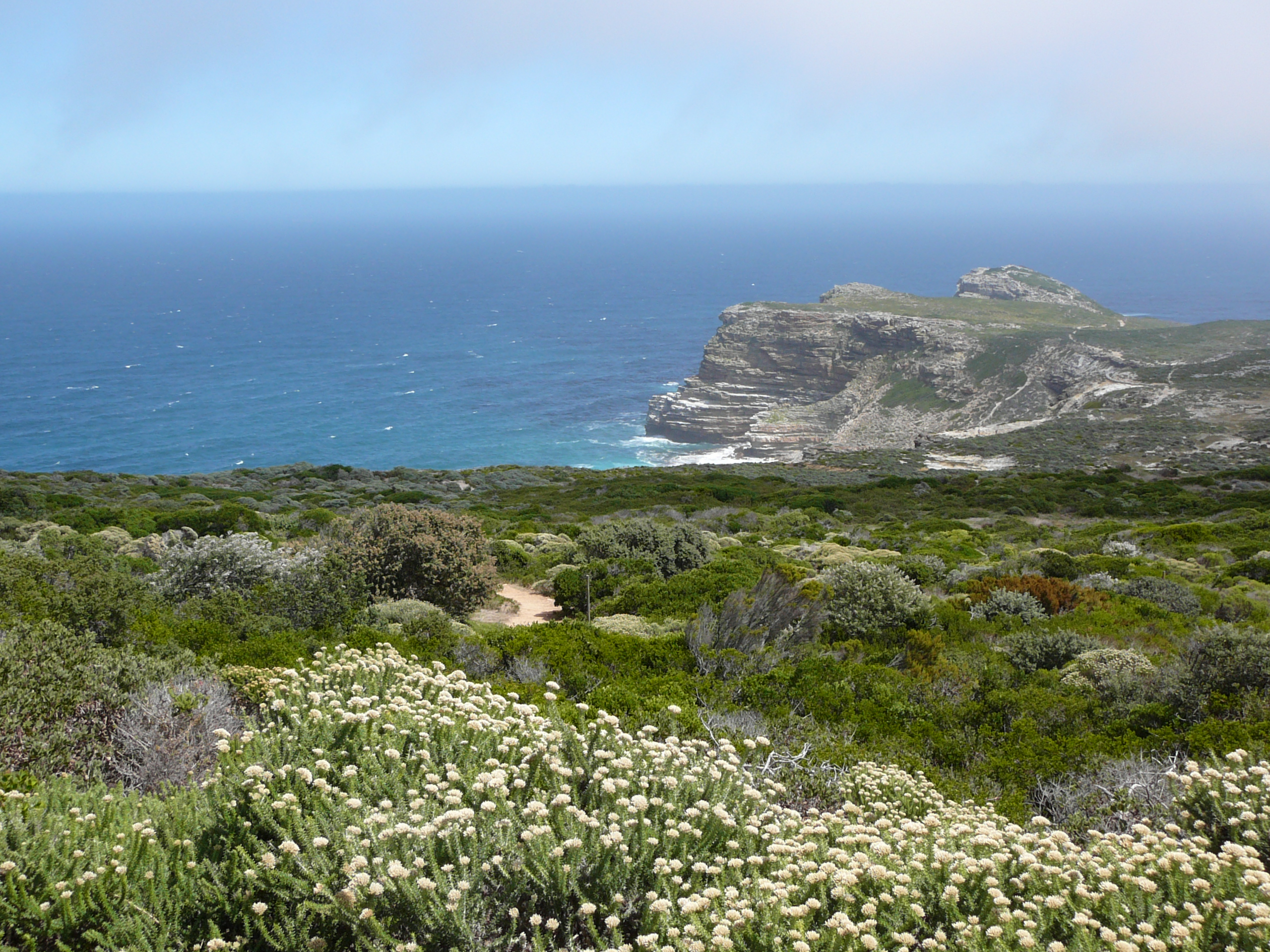
Áreas protegidas da região floral do Cabo.
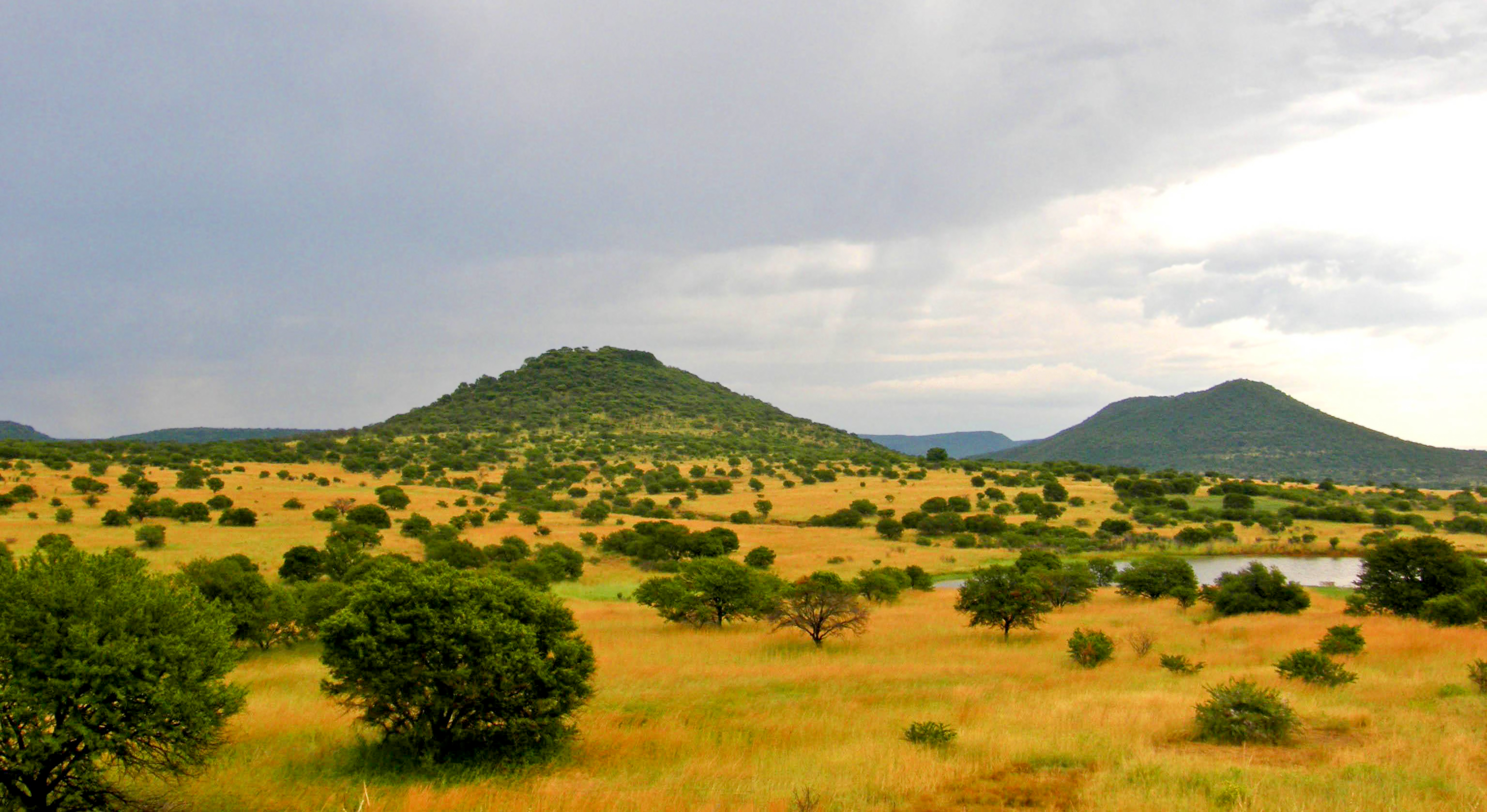
Savana perto de Pietermaritzburg.

### Biodiversidade

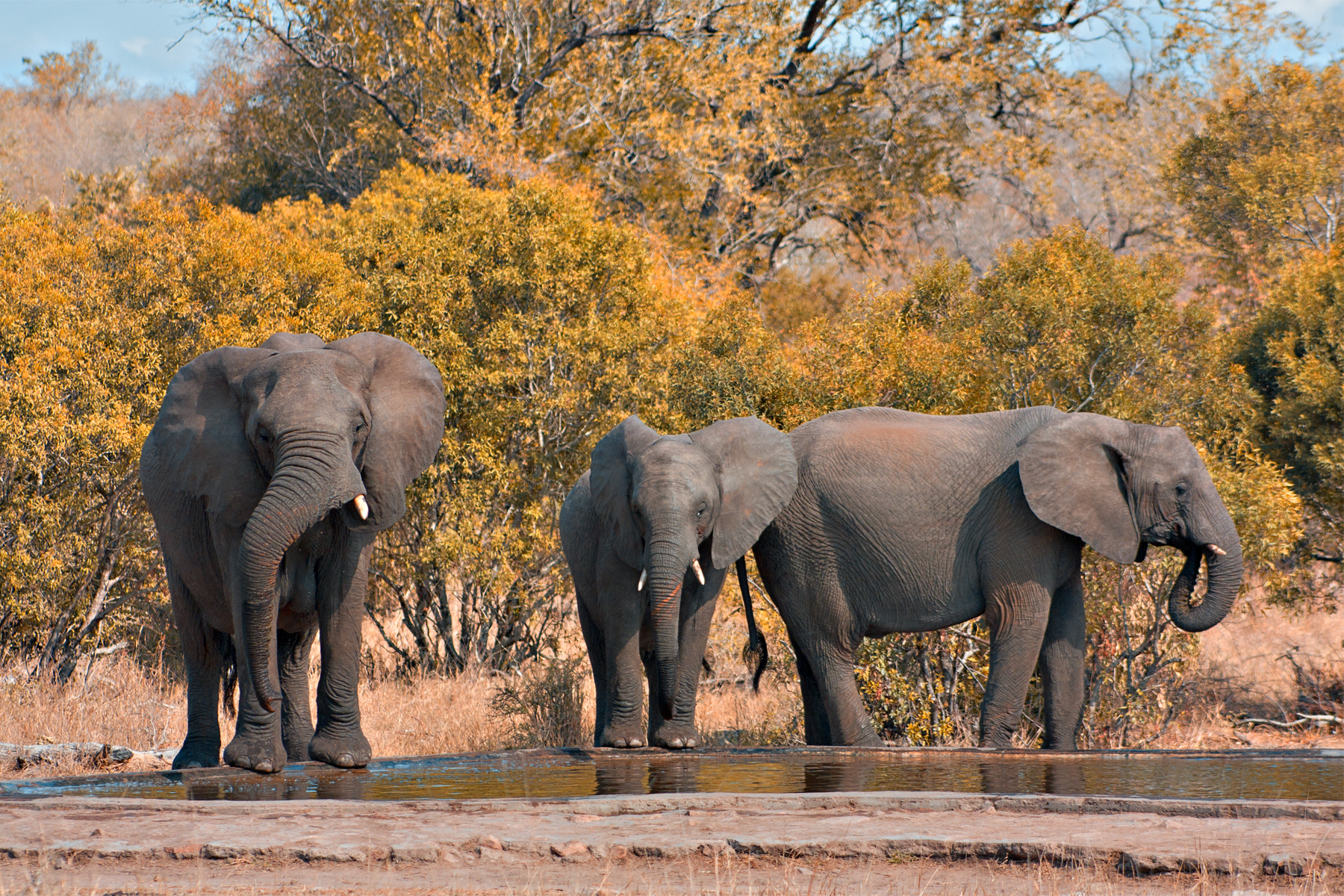
Um grupo de elefantes-africanos no Parque Nacional Kruger

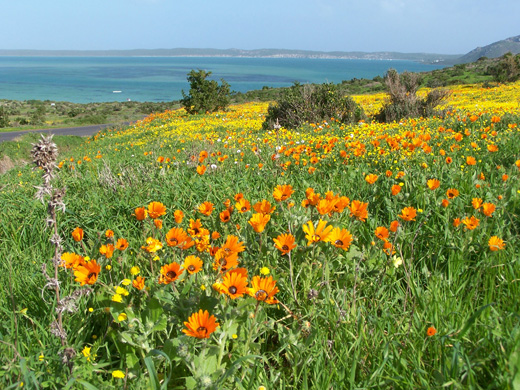
Campo de flores no Parque Nacional West Coast

A África do Sul assinou a Convenção sobre Diversidade Biológica em 4 de junho de 1994 e ratificou a convenção em 2 de novembro de 1995. O país produziu posteriormente uma Estratégia Nacional de Biodiversidade e um Plano de Ação, que foi recebido pela convenção em 7 de junho de 2006. O país está em sexto lugar entre os dezessete países megadiversos do mundo.
Inúmeros mamíferos são encontrados na região das savanas, como leões, leopardos, rinocerontes-brancos, gnus-azuis, cudos, impalas, hienas, hipopótamos e girafas. A maior parte da área de savana localiza-se no nordeste do país, como no Parque Nacional Kruger e na Reserva Mala Mala, bem como no extremo norte da Biosfera Waterberg. A África do Sul abriga muitas espécies endêmicas, como o criticamente ameaçado coelho-bosquímano (Bunolagus monticularis), do Carru.
Não há nenhuma estimativa recente sobre o número de espécies de fungos registradas na África do Sul. Até 1945, mais de 4 900 espécies de fungos (incluindo as espécies formadoras de líquen) tinham sido registradas e, após mais de sessenta anos de exploração adicional, esse número tende a ser muito mais elevado. Em 2006, o número total de tipos de fungos que existem na África do Sul foi conservadoramente estimado em cerca de duzentas mil espécies, mas essa estimativa não levou em conta fungos associados a insetos. Se estiver correta, então o número de fungos da África do Sul supera o de espécies de plantas. Pelo menos em alguns dos principais ecossistemas sul-africanos, um percentual extremamente elevado de fungos são altamente específicos das plantas nas quais ocorrem. O número de fungos sul-africanos que são endêmicos e o número dos que estão em perigo devem, portanto, ser muito mais elevado que o número de plantas ameaçadas. A estratégia de biodiversidade do país e o plano de ação não mencionam os fungos.
Com mais de vinte mil espécies de plantas diferentes, ou cerca de 10% de todas as espécies vegetais conhecidas na Terra, a África do Sul é particularmente rica em diversidade de plantas. O bioma predominante na África do Sul é a pradaria, onde a cobertura vegetal é dominada por diferentes gramíneas, arbustos baixos e árvores de acácia. A vegetação torna-se ainda mais escassa no noroeste, devido à baixa pluviosidade. Existem várias espécies de suculentas que armazenam água, como as aloes e euphorbias na área seca de Namaqualândia. As pradarias lentamente se transformam em um mato alto de cerrado no nordeste do país, com um crescimento mais denso. Há um número significativo de baobás nesta área, perto da extremidade norte do Parque Nacional Kruger.

## Demografia

Mapa da densidade populacional na África do Sul.
<1 /km^{2}
1–3 /km^{2}
3–10 /km^{2}
10–30 /km^{2}
30–100 /km^{2}
100–300 /km^{2}
300–1000 /km^{2}
1000–3000 /km^{2}
>3000 /km^{2}

África do Sul é uma nação de cerca de 62 milhões de pessoas de diversas origens, culturas, línguas e religiões. O último censo foi realizado em 2011 e o próximo será em 2022. O Statistics South Africa classifica a população em cinco categorias raciais pelas quais as pessoas podem se classificar. Em 2022, os valores estimados para essas categorias foram negros com 81,4%, brancos com 7,3%, mestiços com 8,2% e indianos e asiáticos com 2,7% da população. A África do Sul tem onze línguas oficiais.
Mesmo com o crescimento populacional da África do Sul na última década (principalmente devido à imigração), o país tinha uma taxa de crescimento populacional anual de -0,501% em 2008 (est. CIA), incluindo a imigração. A CIA estima que a população em 2009 na África do Sul tenha começado a crescer novamente, a uma taxa de 0,281%. A África do Sul é o lar de cerca de cinco milhões de imigrantes ilegais, incluindo cerca de três milhões de zimbabuanos. Uma série de motins anti-imigrantes ocorreram na África do Sul em 11 de maio de 2008.
África do Sul abriga uma considerável população de refugiados e requerentes de asilo. Segundo a World Refugee Survey 2008, publicado pelo Comitê estadunidense para Refugiados e Imigrantes, esta população era de aproximadamente 144 700 pessoas em 2007. Grupos de refugiados e requerentes de asilo que somam mais de dez mil pessoas incluídas do Zimbábue (48 400), República Democrática do Congo (24 800) e Somália (12 900). Estas populações viviam principalmente em Joanesburgo, Pretória, Durban, Cidade do Cabo e Porto Elizabeth.
Assim como em muitos países africanos, a África do Sul vem experimentando uma "fuga de cérebros" nos últimos vinte anos. Isso acreditado como potencialmente prejudicial para a economia regional, e é quase certamente prejudicial para o bem-estar da maioria das pessoas que dependem da infraestrutura de saúde, tendo em conta a epidemia de HIV/AIDS. A fuga de cérebros na África do Sul tende a demonstrar contornos raciais (naturalmente, dado o legado de distribuição de competências da África do Sul) e tem, portanto, resultado em grandes comunidades de brancos sul-africanos no exterior.

### Maiores cidades
A maior cidade é Joanesburgo. Cidade do Cabo, Durban, Bloemfontein e Pretória são outras cidades importantes. A administração oficial (governo, tribunais, presidência e parlamento) encontra-se dispersa por Pretória (sede do Poder Executivo), Cidade do Cabo (sede do Poder Legislativo) e Bloemfontein (sede do Poder Judiciário).

### Religião
Religiões na África do Sul (2016)
De acordo com o censo nacional de 2001, os cristãos representavam 79,7% da população do país. Isso inclui cristãos zion (11,1%), pentecostais (carismáticos) (8,2%), católicos romanos (7,1%), metodistas (6,8%), neerlandeses reformados (6,7%), anglicanos (3,8%); membros de outras igrejas cristãs representavam outros 36% da população. Os muçulmanos representam 1,5% da população, hindus cerca de 1,3%, e judeus 0,2%. 15,1% não tinha qualquer filiação religiosa, 2,3% tinham outra religião e 1,4% não estavam especificados.
Igrejas Indígenas Africanas eram os maiores entre os grupos cristãos. Acredita-se que muitas das pessoas que alegaram ter nenhuma afiliação com qualquer religião organizada, respeitam as religiões tradicionais indígenas. Muitos povos têm práticas religiosas sincréticas, combinando influências cristãs e indígenas.
Não há nenhuma evidência de que o islã tenha tido contato com os povos zulu, suázi ou xossa da costa leste, antes da era colonial. Muitos sul-africanos muçulmanos são descritos como mestiços, nomeadamente na província de Cabo Ocidental, especialmente aqueles cujos ancestrais vieram como escravos do arquipélago indonésio (os malaios do Cabo). Outros são descritos como indianos, nomeadamente em Cuazulo-Natal, incluindo aqueles cujos antepassados vieram como comerciantes do sul da Ásia; eles têm sido acompanhados por outros povos de outras partes da África, assim como brancos ou negros naturalizados sul-africanos. Sul-africanos muçulmanos afirmam que sua fé é a religião que mais cresce em conversão no país.
A população hindu foi primeiramente estabelecida durante o período colonial britânico, mas depois as ondas de imigração da Índia, também têm contribuíram para o aumento dessa população. A maioria dos Hindus são etnicamente do Sul da Ásia. Outras religiões minoritárias na África do Sul são siquismo, o jainismo e a Fé Bahá'í.

### Composição étnica
O Statistics South Africa define cinco categorias raciais pelas quais as pessoas podem se classificar no censo. As estimativas do censo de 2011 para estas categorias foi negros africanos com 79,2%, brancos com 8,9%, mestiço com 8,9%, indiano ou asiático com 2,5% e outros/não especificado com 0,5%. O primeiro censo na África do Sul, feito em 1911, mostrou que os brancos representavam 22% da população; esse número caiu para 16% da população em 1980.

Grupos populacionais dominantes na África do Sul
Africanos negros
Mestiço (multirraciais)
Indianos ou asiáticos
Brancos
Nenhum dominante

De longe, a maior parte da própria população é classificada como "africana" ou "negra", mas esse grupo populacional não é culturalmente e/ou linguisticamente homogêneo. Os principais grupos étnicos negros incluem os zulus, xossas, sotos (sotos do sul), bapedi (sotos do norte), vendas, tsuanas, tsongas, suázis e andebeles, os quais falam as línguas bantas. A população coloured (multirraciais) está concentrada principalmente na região do Cabo e vem de uma combinação de origens étnicas, como os brancos, cóis, sãs, griquas, chineses e malaios.
Os sul-africanos brancos são principalmente descendentes de neerlandeses, alemães, franceses huguenotes, britânicos e outros colonos europeus e judeus. A ancestralidade não europeia, principalmente africana e asiática, encontra-se presente nos descendentes dos colonos neerlandeses, conforme estudo de 2007: o percentual médio de ancestralidade não europeia encontrado foi de 6%. Cultural e linguisticamente, eles são divididos em africânderes, que falam africâner, e os grupos de brancos anglófonos. A população branca tem diminuído, devido à baixa taxa de natalidade e à emigração; entre os fatores que influem na decisão dessa população de emigrar, muitos citam a elevada taxa de criminalidade e as políticas de ação afirmativa do governo. Desde 1994, aproximadamente 440 mil sul-africanos brancos emigraram permanentemente do país. Apesar dos elevados níveis de emigração, alguns imigrantes europeus se instalaram no país nesse período. Até 2005, estima-se que 212 mil cidadãos britânicos estavam residindo na África do Sul. Até 2011, esse número pode ter crescido para quinhentos mil. Alguns zimbabuanos brancos emigraram para a África do Sul. Alguns dos membros mais nostálgicos da comunidade são conhecidos na cultura popular como "Whenwes", por causa da frase when we were in Rhodesia... (em português:  quando estávamos na Rodésia...), que eles costumam dizer ao relembrar suas vidas na antiga Rodésia. Existe também na África do Sul uma comunidade emigrante considerável de portugueses, nomeadamente oriundos da Ilha da Madeira, sendo parte substancial já de segunda geração.
A população indiana chegou à África do Sul como trabalhadores contratados para trabalhar nas plantações de açúcar em Natal no final do século XIX e início do século XX. Eles vieram de diferentes partes do subcontinente indiano, seguiam religiões diferentes e falavam línguas distintas. Um grave distúrbio entre indianos e zulus eclodiu em 1949 na cidade de Durban. Existe também um grupo significativo de sul-africanos chineses (cerca de cem mil pessoas) e vietnamitas (cerca de cinquenta mil pessoas). Em 2008, o Superior Tribunal de Pretória determinou que os sul-africanos chineses que chegaram ao país antes de 1994 deviam ser reclassificados como mestiços. Como resultado desta decisão, cerca de doze a quinze mil dos cidadãos etnicamente chineses que chegaram antes de 1994 (o que representa de 3% a 5% do total da população chinesa no país), será capaz de se beneficiar de políticas de igualdade racial do governo.

### Idiomas
| Africâner Inglês Andebele meridional Xossa Zulu Sepedi | Sesoto Tsuana Suázi Venda Tsonga Nenhuma dominante |

Mapa mostrando as principais línguas da África do Sul

A África do Sul tem onze línguas oficiais: africâner, inglês, andebele meridional, sepedi, sesoto, suázi, tsuana, tsonga, venda, xossa e zulu. Em número de línguas oficias, o país é o terceiro, apenas atrás da Bolívia e da Índia. Apesar de todas as línguas serem formalmente iguais, algumas línguas são faladas mais do que outras. De acordo com o Censo Nacional de 2001, as três línguas mais faladas em casa são o zulu (23,8%), o xossa (17,6%) e o africâner (13,3%). Não obstante o fato de que o inglês é reconhecido como a língua do comércio e da ciência, sendo falada em casa por apenas 8,2% dos sul-africanos em 2001, uma percentagem ainda menor do que em 1996 (8,6%).
O país também reconhece oito outros idiomas não oficiais: fanagalo, cói, lobedu, nama, andebele setentrional, phuthi, coissãs e a língua gestual sul-africana. Estas línguas não oficiais podem ser usadas em utilizações oficiais em áreas limitadas, onde foi determinado que essas línguas são predominantes. No entanto, suas populações não são significadamente grandes para exigirem o reconhecimento nacional.
Muitas das línguas "não oficiais" dos povos sãs e cóis possuem dialetos regionais que se estendem em direção ao norte da Namíbia e de Botsuana, além de outros lugares. Esses povos, que são uma população fisicamente distinta de outros africanos, tem sua própria identidade cultural com base em suas sociedades de caçadores-coletores. Eles têm sido marginalizados, em grande medida, e muitas das suas línguas estão em perigo de extinção.
Muitos sul-africanos brancos também falam outras línguas europeias, tais como português (falado também por angolanos e moçambicanos negros), alemão e grego, embora alguns asiáticos e indianos na África do Sul falam línguas asiáticas, como o tâmil, hindi, guzerate, urdu e telugo. O francês é ainda falada pelos franceses sul-africanos, especialmente em lugares como a Franschhoek, onde existem muitos sul-africanos de origem francesa.

### Problemas socioeconômicos

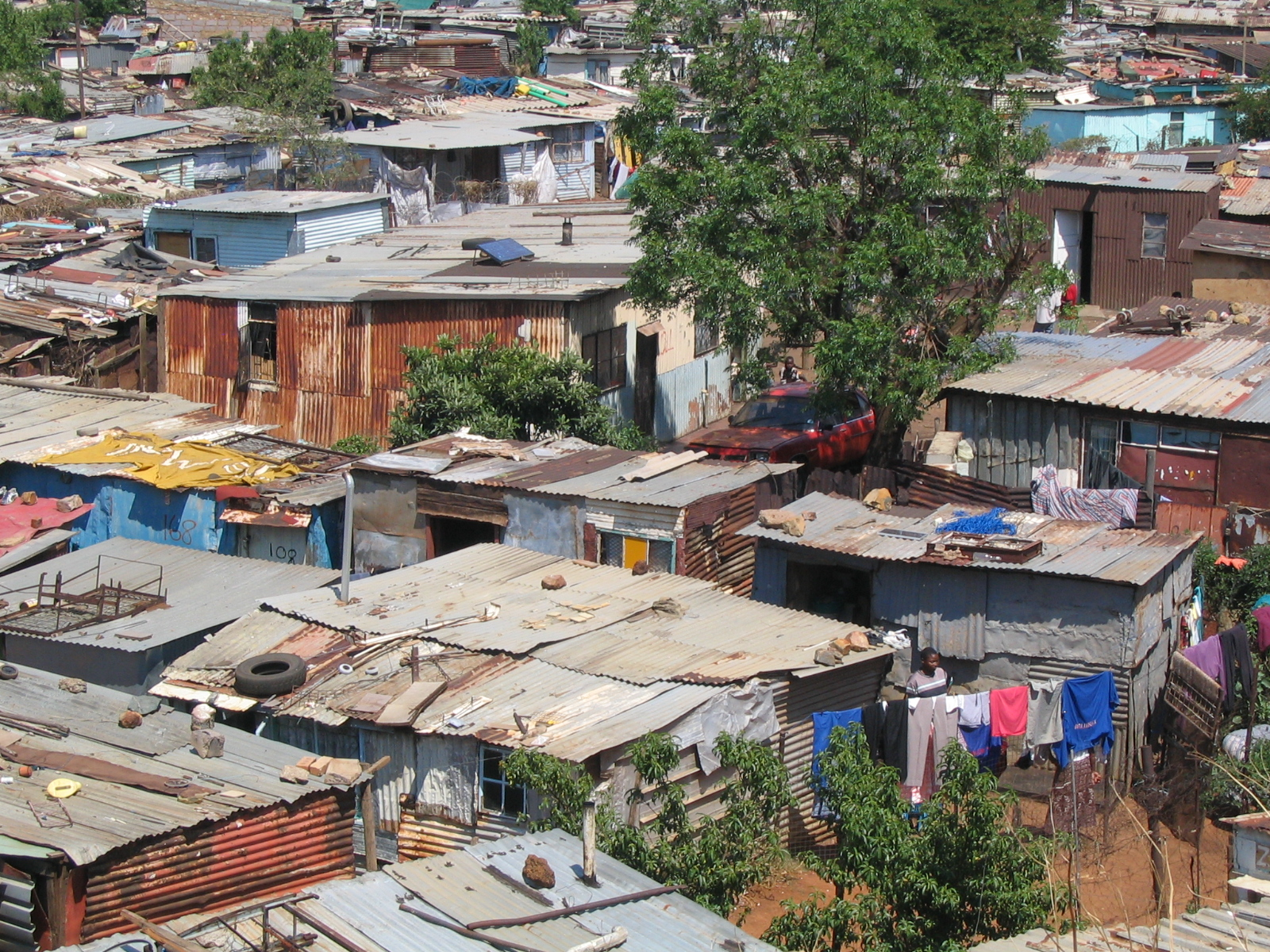
Favela em Soweto, Joanesburgo

Segundo uma pesquisa para o período 1998–2000 elaborada pela Organização das Nações Unidas, a África do Sul foi classificada em segundo lugar em assassinatos e em primeiro para assaltos e estupros per capita. As estatísticas oficiais mostram que 52 pessoas são assassinadas todos os dias na África do Sul. O número relatado de estupros por ano é de 55 000 e estima-se que quinhentos mil estupros são cometidos anualmente no país. O total de crimes per capita é o 10º entre os sessenta países no conjunto de dados.
O estupro é um problema comum na África do Sul. Em uma pesquisa de 2009, um em cada quatro homens sul-africanos admitiram ter estuprado alguém. Uma em cada três das quatro mil mulheres inquiridas pela Comunidade da Informação, Capacitação e Transparência disse que tinha sido violada no ano passado. A África do Sul tem uma das maiores incidências de estupros de crianças e bebês no mundo. Em um levantamento realizado entre 1500 crianças escolares no township de Soweto, um quarto de todos os meninos entrevistados disseram que "jackrolling", um termo para estupro em grupo, era algo divertido.
A classe média do país busca segurança em condomínios fechados. Muitos emigrantes da África do Sul também afirmam que o crime foi um grande motivador para eles saírem do país. O crime contra a comunidade agrícola continua a ser um grande problema. Outro problema enfrentado pelo país é a forte desigualdade social e econômica; as cidades sul-africanas Buffalo City, Joanesburgo e Ekurhuleni foram apontadas como as mais desiguais do mundo, segundo relatório da ONU divulgado em 2010.

## Governo e política

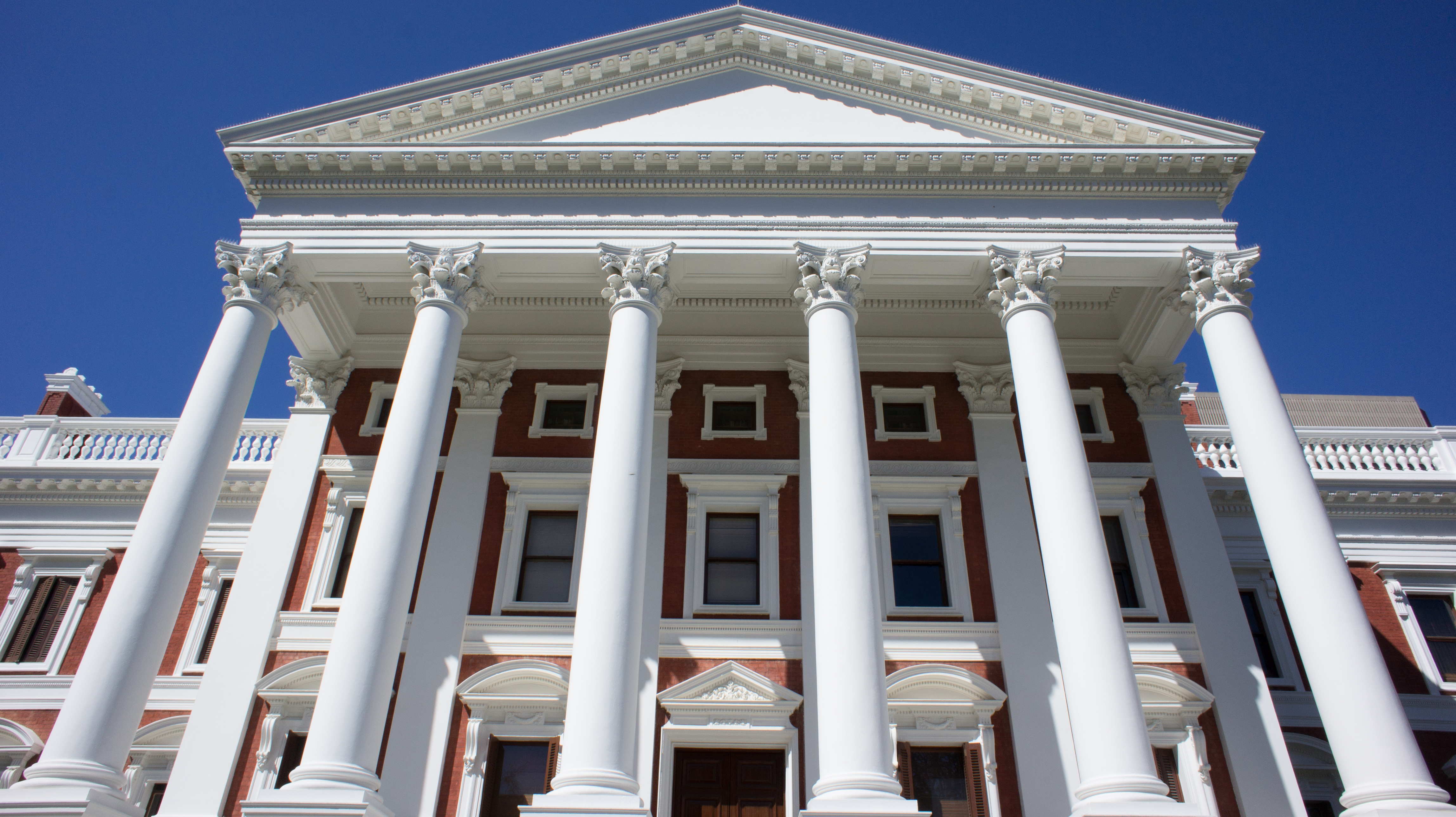
Parlamento da África do Sul na Cidade do Cabo, a capital legislativa.

A África do Sul tem três capitais: Cidade do Cabo, a maior das três, é a capital legislativa; Pretória é a capital administrativa e Bloemfontein é a capital judiciária. África do Sul tem um parlamento bicameral: o Conselho Nacional de Províncias (câmara alta), tem noventa membros, enquanto a Assembleia Nacional (câmara baixa) tem quatrocentos membros.
Os membros da Câmara dos Deputados são eleitos numa base populacional por representação proporcional: metade dos membros são eleitos por listas nacionais e a outra metade são eleitos em listas provinciais. Dez membros são eleitos para representar cada província no Conselho Nacional das Províncias, independentemente da população da província. Eleições para ambas as câmaras são realizadas a cada cinco anos. O governo é formado na casa mais baixa, e o líder do partido maioritário na Assembleia Nacional é o presidente.
Desde o fim do apartheid em 1994, a política sul-africana tem sido dominado pelo Congresso Nacional Africano (ANC), que foi o partido dominante, com 60–70% dos votos. O principal adversário do governo do ANC é o partido da Aliança Democrática, que recebeu 22,2% dos votos na eleição de 2014 e 16,7% nas eleições de 2009.
O partido anteriormente dominante, o Novo Partido Nacional, que introduziu o apartheid através do seu predecessor, o Partido Nacional, optou por se fundir com o ANC, em 9 de abril de 2005. Outro grande partido político representado no Parlamento é o Lutadores pela Liberdade Econômica, que foi criado em 2013 e ganhou 6,6% dos votos em 2014.
Desde 2004, o país teve muitos milhares de protestos populares, alguns violentos, tornando-se, de acordo com um acadêmico, o "país mais rico em protesto no mundo". Em 2008, a África do Sul foi classificada na 5ª entre 48 países da África subsaariana pelo Índice Ibrahim de Governança Africana. A África do Sul teve bons resultados nas categorias de Estado de Direito, Transparência e Corrupção e Participação e Direitos Humanos, mas perdeu pontos pelo seu desempenho relativamente pobre em Saúde e Segurança. O Índice Ibrahim é uma medida global de governança africana, com base em uma série de variáveis que refletem o sucesso com que os governos entregam bens políticos essenciais aos seus cidadãos.

### Direito

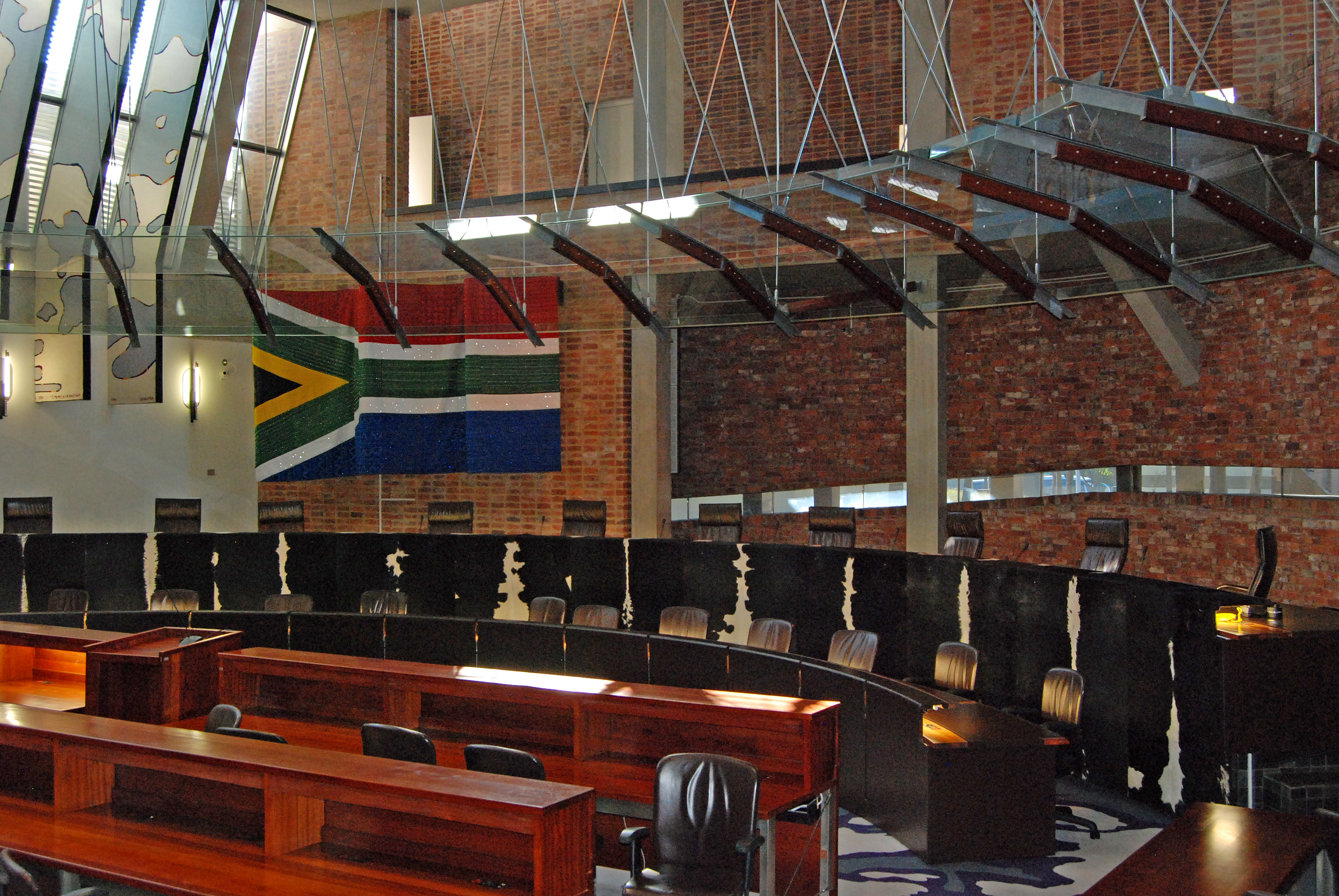
Interior da Corte Constitucional da África do Sul, em Joanesburgo

As principais fontes de direito sul-africanas são o direito mercantil romano-neerlandês e o direito pessoal baseado no direito comum inglês, como as importações de assentamentos neerlandeses e do colonialismo britânico. A primeira lei europeia na África do Sul foi trazida pela Companhia das Índias Orientais Holandesas e é chamada de direito romano-neerlandês. Foi importado antes da codificação do direito europeu no Código Napoleônico e é comparável em muitos aspectos, a lei escocesa. Este foi seguido, no século XIX pelo direito inglês, tanto comum quanto legal. A partir de 1910 com a unificação, a África do Sul tinha seu próprio parlamento, que aprovaram leis específicas para a África do Sul. Durante os anos do apartheid, a cena política do país foi dominado por figuras como B. J. Vorster e P. W. Botha, bem como membros da oposição, como Harry Schwarz, Joe Slovo e Helen Suzman.
O sistema judicial é composto por tribunais de magistrados, que tratam de casos criminais e cíveis menores, os Tribunais Superiores, que são tribunais de competência genérica para áreas específicas, o Supremo Tribunal de Recurso, que é a mais alta corte constitucional em todas os temas; e o Tribunal Constitucional, que cuida apenas das questões constitucionais.
De acordo com uma pesquisa realizada para o período de 1998–2000 e compilada pelas Nações Unidas, a África do Sul foi classificada em segundo lugar em assassinato e em primeiro em assaltos e estupros per capita entre todos os países pesquisados. Cerca de cinquenta assassinatos são cometidos todos os dias no país. Até março de 2009, houve 18 148 assassinatos no país, enquanto o Reino Unido registrou 662 no mesmo período. A indústria da segurança privada na África do Sul é a maior do mundo, com cerca de nove mil empresas cadastradas e quatrocentos mil seguranças particulares ativos registrados, mais do que a polícia e o exército sul-africanos juntos.

### Forças armadas

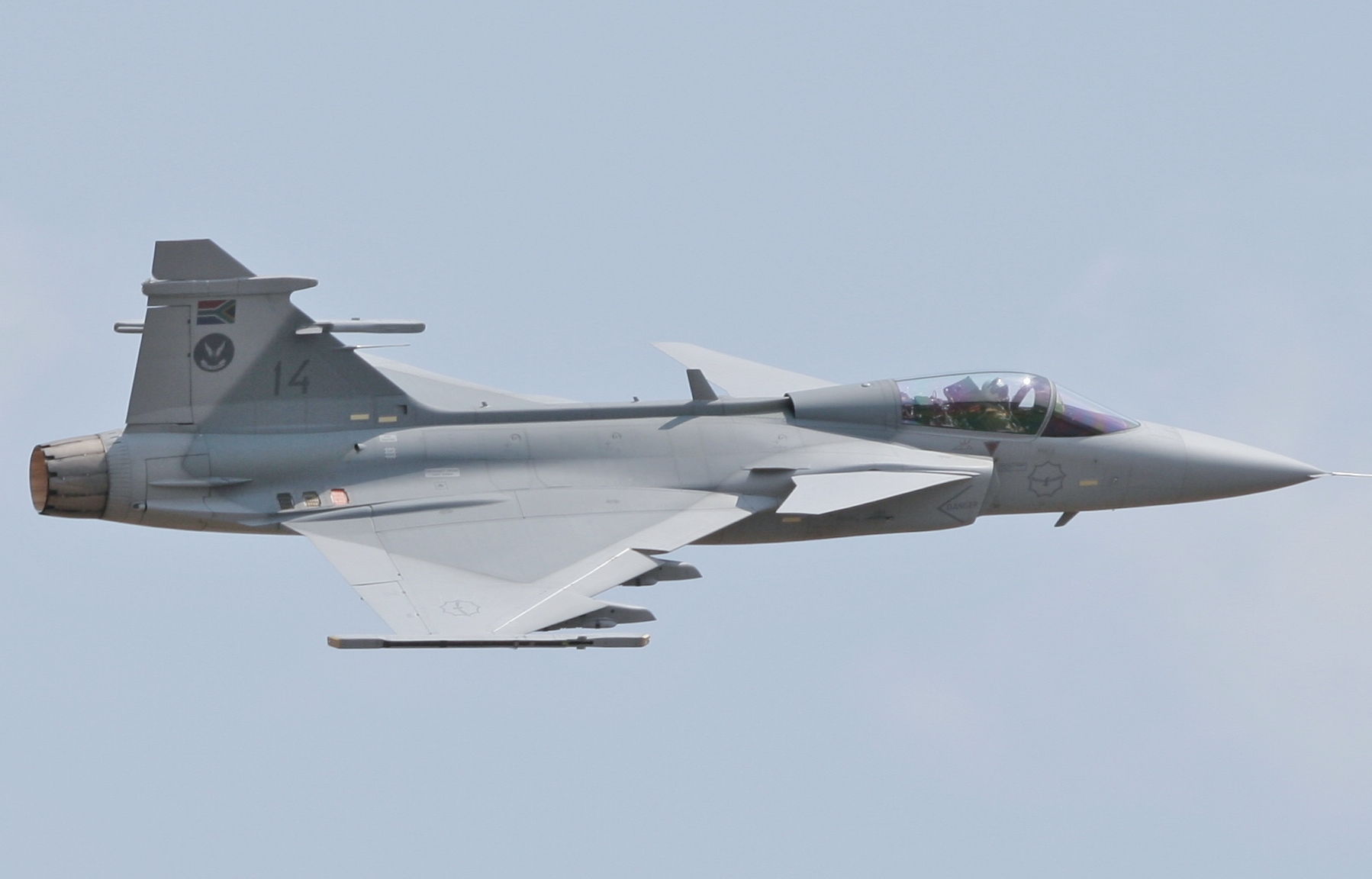
Caça Saab JAS 39 Gripen da Força Aérea da África do Sul

A Força Nacional de Defesa da África do Sul (SANDF) foi criada em 1994, como uma força voluntária composta pela antiga Força de Defesa da África do Sul (SADF), as forças dos grupos nacionalistas africanos (Lança da Nação e Exército de Libertação do Povo Azanian), e as forças de defesa do antigo Bantustão. O SANDF é subdividido em quatro ramos, o exército, a força aérea, a marinha e o Serviço Médico Sul-Africano. Nos últimos anos, a SANDF se tornou uma grande força de paz no continente africano, e esteve envolvido em operações no Lesoto, na República Democrática do Congo, no Burundi, entre outros. Tem também participado como parte das forças de paz multinacional da ONU.
A África do Sul é o único país africano que conseguiu desenvolver com sucesso armas nucleares. E tornou-se o primeiro país com poder nuclear (seguido pela Ucrânia), a desmontar e renunciar voluntariamente ao seu programa no processo de assinatura do Tratado de Não Proliferação de Armas Nucleares (TNP), em 1991. O país desenvolveu um programa de armas nucleares na década de 1970. De acordo com o ex-presidente sul-africano F. W. de Klerk, a decisão de construir uma "dissuasão nuclear" foi tomada "já em 1974 em um contexto de uma ameaça expansionista soviética". A África do Sul pode ter realizado um teste nuclear sobre o Atlântico em 1979, apesar de Klerk afirmar que o país "nunca havia realizado um teste nuclear clandestino". Seis dispositivos nucleares foram concluídos entre 1980 e 1990, mas todos foram destruídos antes da África do Sul assinar o TNP em 1991.

### Relações internacionais

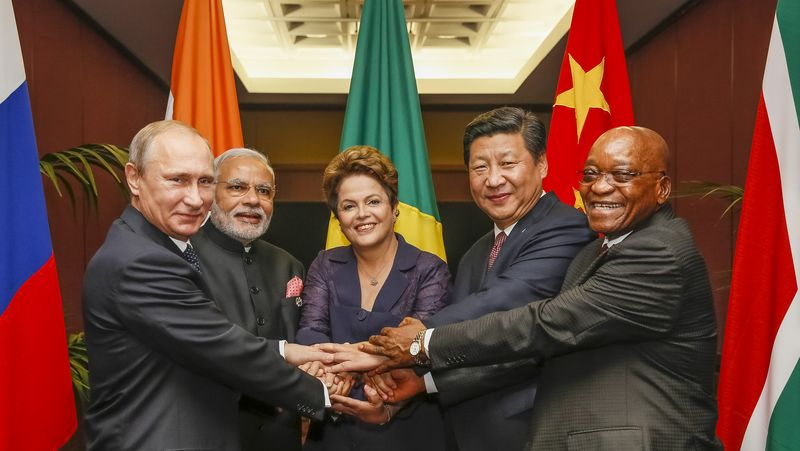
Jacob Zuma reunido com os outros líderes dos BRICS durante a 9ª reunião de cúpula do G20, realizada em Brisbane, na Austrália, em 2014

Enquanto era a União Sul-Africana, o país foi o membro fundador da Organização das Nações Unidas (ONU). O então primeiro-ministro sul-africano, Jan Smuts, escreveu o preâmbulo da Carta das Nações Unidas. O país é um dos membros fundadores da União Africana (UA), e tem a segunda maior economia de todos os membros dessa organização. A África do Sul também é um membro fundador da Nova Parceria para o Desenvolvimento da África (NEPAD), da UA. O país tem desempenhado um papel fundamental como mediador de conflitos entre nações africanas na última década, como no Burundi, na República Democrática do Congo, nas Ilhas Comores e no Zimbábue. Após o fim do regime do apartheid, a África do Sul foi readmitida na Commonwealth britânica. O país é um membro do Grupo dos 77 e presidiu a organização em 2006. A África do Sul também é membro da Comunidade para o Desenvolvimento da África Austral (SADC), da Zona de Paz e Cooperação do Atlântico Sul, da União Aduaneira da África Austral, do Tratado da Antártida, da Organização Mundial do Comércio (OMC), do Fundo Monetário Internacional (FMI), do G20 e do G8+5.
O presidente sul-africano Jacob Zuma e o ex-presidente chinês, Hu Jintao, atualizaram os laços bilaterais entre os dois países em 24 de agosto de 2010, quando foi assinado o Acordo de Pequim, que antecipou a elevação da "parceria estratégica" da África do Sul com a China para uma "parceria estratégica global" em temas econômicos e políticos, como o reforço do intercâmbio entre as respectivas partes governantes e legisladoras. Em abril de 2011, a África do Sul entrou oficialmente para o grupo de países BRICS (Brasil-Rússia-Índia-China), identificado pelo presidente Zuma como os maiores parceiros comerciais do país e também como os maiores parceiros comerciais da África como um todo. Zuma afirmou que os países membros do BRICS também iriam trabalhar de forma coordenada através da ONU, do Grupo dos Vinte (G20) e do Fórum de Diálogo Índia-Brasil-África do Sul (IBAS).

## Subdivisões

Mapa das nove províncias da África do Sul

A África do Sul encontra-se dividida em nove províncias desde 1994. A tabela seguinte indica, para cada uma das nove províncias, o seu código oficial ISO 3166-2:ZA, o nome em português, inglês e africâner, e a capital. As províncias encontram-se divididas em municípios metropolitanos e distritos municipais; estes últimos encontram-se subdivididos em municípios locais e zonas de gestão distrital. A delimitação dos municípios encontra-se inscrita na Constituição, portanto cada alteração implica uma emenda; a última ocorreu em abril de 2006.
| Código ISO | Português         | Inglês        | Africâner  | Capital          |
| ---------- | ----------------- | ------------- | ---------- | ---------------- |
| ZA-WC      | Cabo Ocidental    | Western Cape  | Wes-Kaap   | Cidade do Cabo   |
| ZA-EC      | Cabo Oriental     | Eastern Cape  | Oos-Kaap   | Bisho            |
| ZA-NC      | Cabo Setentrional | Northern Cape | Noord-Kaap | Kimberley        |
| ZA-FS      | Estado Livre      | Free State    | Vrystaat   | Bloemfontein     |
| ZA-GT      | Gautengue         | -             | -          | Joanesburgo      |
| ZA-NL      | Cuazulo-Natal     | -             | -          | Pietermaritzburg |
| ZA-LP      | Limpopo           | -             | -          | Polokwane        |
| ZA-MP      | Mepumalanga       | -             | -          | Nelspruit        |
| ZA-NW      | Noroeste          | North-West    | Noord-Wes  | Mafikeng         |

## Economia

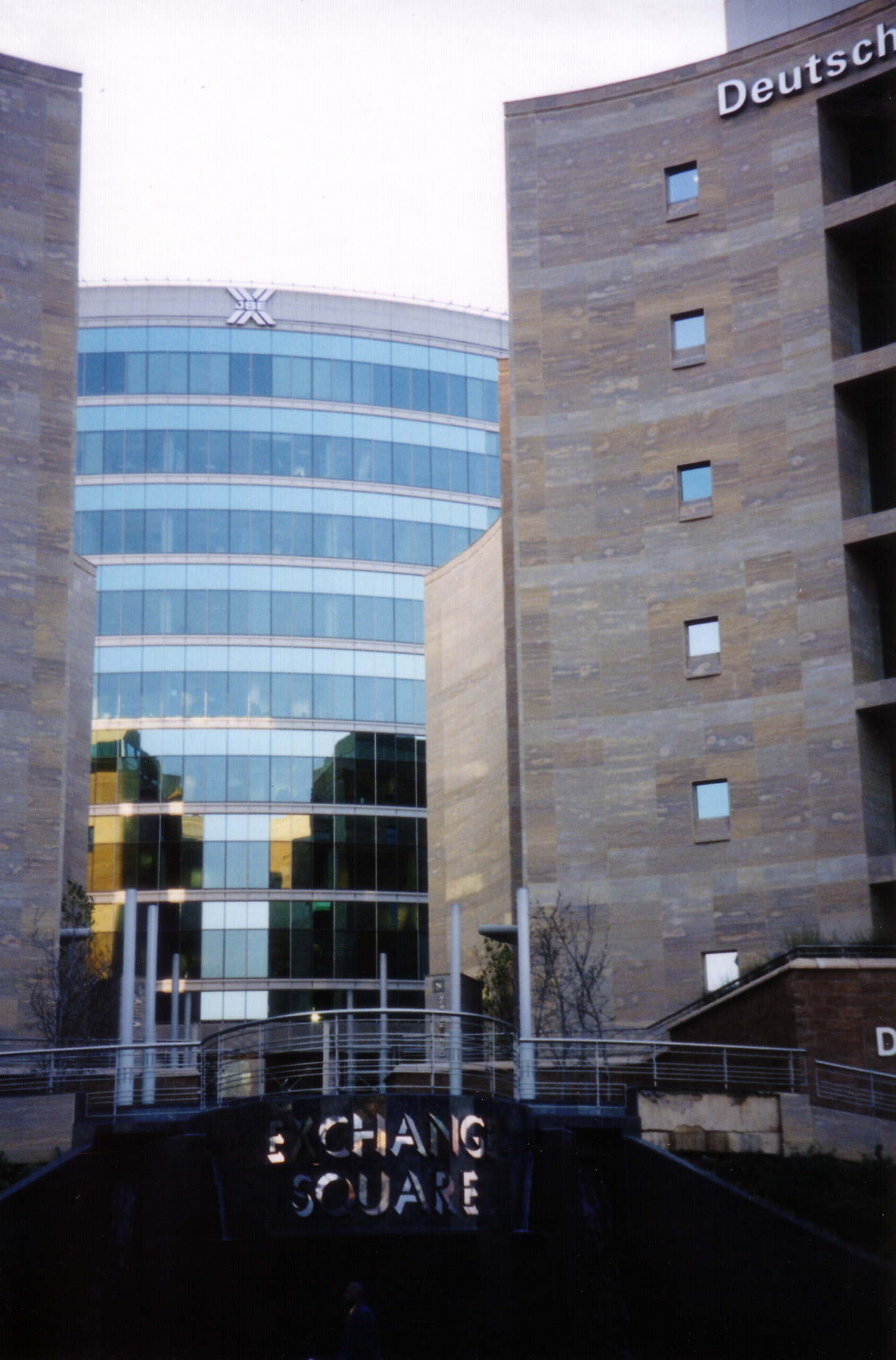
A Bolsa de Valores de Joanesburgo, em Sandton, a maior bolsa de valores do continente africano

A África do Sul é um país de nível econômico médio, situado entre a Argentina e a Colômbia. O país é muito dependente da mineração: em 2019, o país era o maior produtor mundial de platina, cromo e manganês, o 2º maior produtor mundial de titânio, o 11º maior produtor mundial de ouro, o 3º produtor mundial de vanádio, o 6º maior produtor mundial de minério de ferro, o 11º maior produtor mundial de cobalto, o 15º maior produtor mundial de fosfato, e o 12º maior produtor do mundo de urânio. O país é um dos 10 maiores produtores do mundo de diamante (7º lugar em 2016) Em 2018, o país foi o 7º maior produtor mundial de carvão (252,3 milhões de toneladas) e o 6º maior exportador (88 milhões de toneladas).
Na agricultura, em 2018, o país produziu 19,3 milhões de toneladas de cana-de-açúcar (14º maior produtor do mundo), 12,5 milhões de toneladas de milho (12º maior produtor do mundo), 1,9 milhão de toneladas de uva (11º maior produtor do mundo), 1,7 milhão de toneladas de laranja (11º maior produtor do mundo) e 397 mil toneladas de pera (7º maior produtor do mundo),além de ter grandes produções de outros produtos, como batata, trigo, soja, semente de girassol, maçã, entre outros, tendo uma agricultura bem diversificada, com cultivos tanto de países tropicais, como de países frios. Com as uvas, o país produz vinho: foi o 9º maior produtor do mundo em 2018. Com a semente de girassol, produz óleo: em 2018, o país foi o 10º maior produtor do mundo de óleo de girassol. Na pecuária, o país foi o 11º maior produtor mundial de lã em 2019.
Em 2019 o país tinha a 42ª indústria mais valiosa do mundo (41,4 bilhões de dólares), de acordo com o Banco Mundial. Neste ano o país foi o 22ª maior produtor de veículos do mundo (0,6 milhões) e o 26ª maior produtor de aço (6,3 milhões de toneladas).
Pela classificação da ONU a África do Sul é um país de renda média, com uma oferta abundante de recursos, com bem desenvolvidos setores financeiro, jurídico, de comunicações, energia e transportes, uma bolsa de valores que está entre as vinte melhores do mundo, e uma moderna infraestrutura de apoio a uma distribuição eficiente das mercadorias a grandes centros urbanos em toda a região. A África do Sul ocupa 32ª posição no mundo em termos de PIB (PPC), de acordo com dados de 2009. A sua integração na economia é muito forte e constitui uma base essencial para o seu desenvolvimento.
O desenvolvimento avançado do país está no entanto concentrado em torno de quatro áreas metropolitanas: Cidade do Cabo, Porto Elizabeth, Durban e Pretória/Joanesburgo. Fora destes quatro centros econômicos, o desenvolvimento é limitado e a pobreza ainda é prevalente, apesar dos esforços do governo. Por conseguinte, a grande maioria de sul-africanos são pobres. No entanto, as principais zonas marginais têm experimentado um crescimento rápido nos últimos tempos. Essas áreas incluem a zona Mossel Bay-George-Plettenberg Bay, as áreas das cidades de Rustemburgo, Nelspruit e Bloemfontein, além da Costa Oeste do Cabo Ocidental e o Litoral Norte de Cuazulo-Natal. O desemprego é extremamente elevado e a desigualdade de renda é aproximadamente igual à do Brasil — residindo uma das razões mais salientes no facto de boa parte das empresas importantes serem capital-intensivas, não trabalho intensivas. Durante o período de 1995–2003, o número de empregos formais diminuiu e o emprego informal aumentou, o desemprego global se agravou.

Principais produtos de exportação da África do Sul em 2019

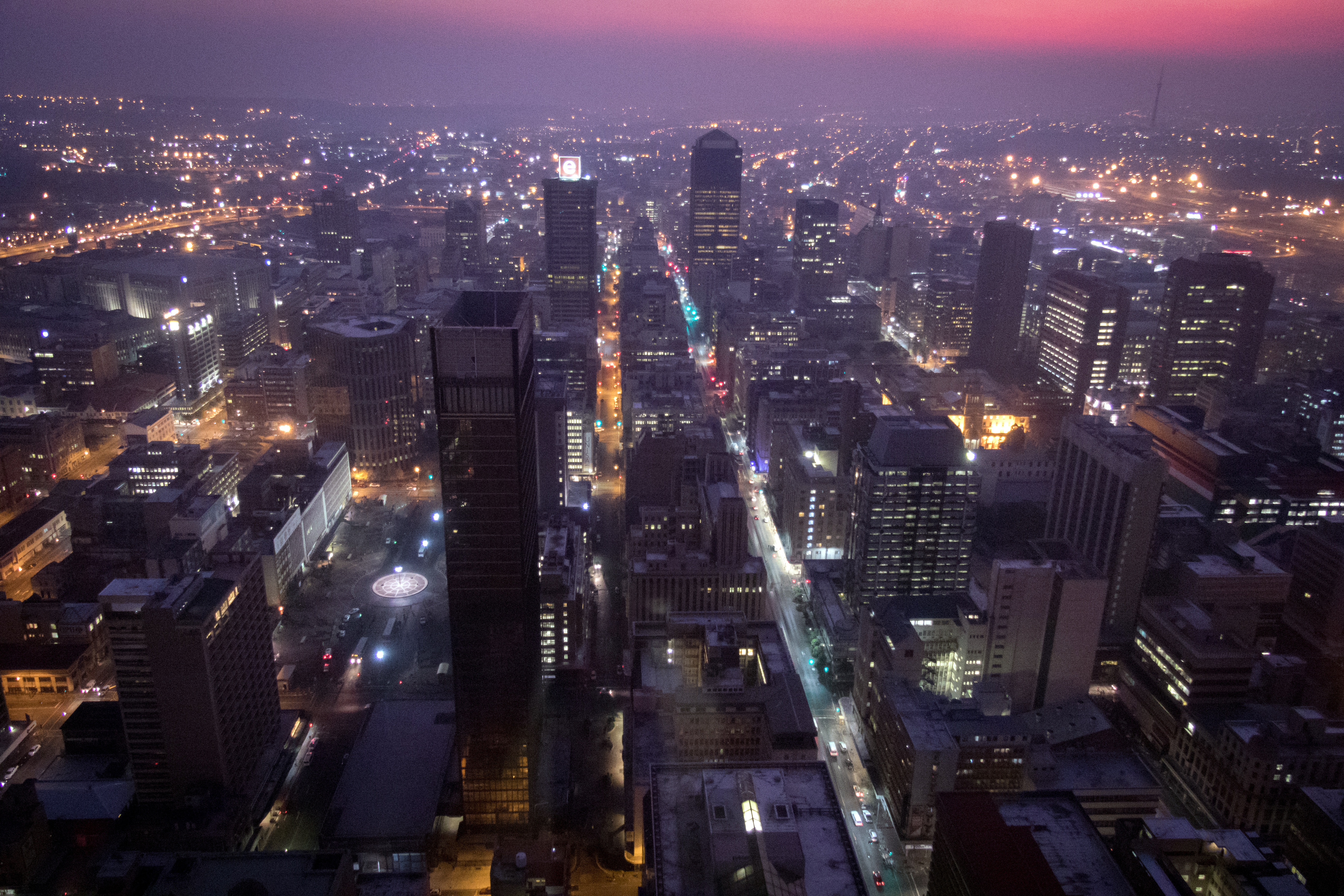
Joanesburgo, a cidade mais rica do país e de todo o continente africano, responsável por 33% do PIB sul-africano e por 10% do PIB da África

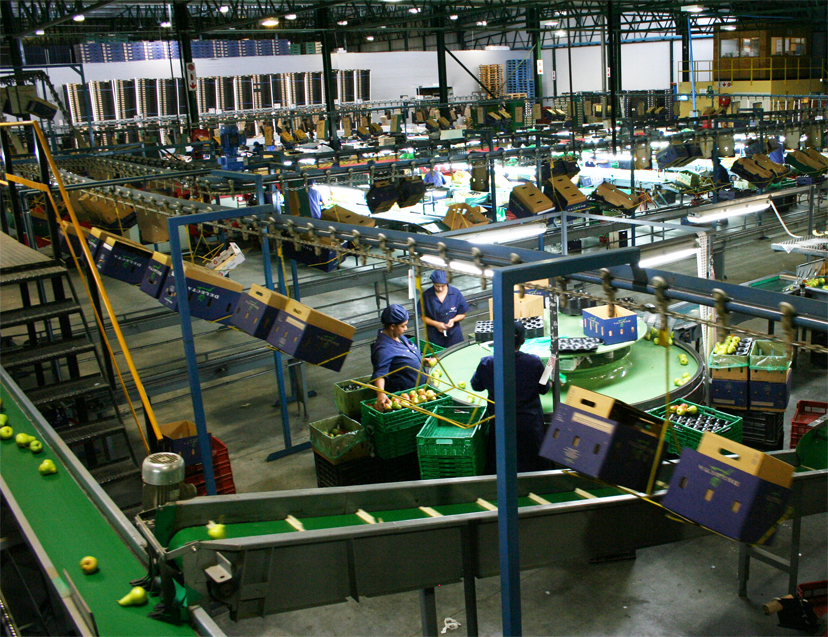
Empregados empacotando peras para exportação em uma fábrica no Vale de Ceres, no Cabo Ocidental

O rendimento médio domiciliar sul-africano diminuiu consideravelmente entre 1995 e 2000. Quanto à desigualdade racial, o Statistics South Africa informou que, em 1995, o agregado familiar médio branco ganhou quatro vezes mais do que uma família média negra. Em 2000, a família média branca ganhou seis vezes mais do que o agregado familiar médio negro. As políticas de ação afirmativa para a igualdade racial têm estimulado um aumento na riqueza econômica dos negros e o nascimento de uma emergente classe média negra. Outros problemas são a criminalidade, a corrupção e a epidemia de HIV/AIDS. A África do Sul sofre com carga relativamente pesada regulação global, comparada aos países desenvolvidos. A propriedade e a interferência estatal impõe barreiras à entrada em muitas áreas. Regulamentações trabalhistas restritivas têm contribuído para o mal-estar do desempregado.
O governo de 1994 herdou uma economia minada por longos anos de conflito interno e por sanções externas. O governo absteve-se de recorrer ao populismo econômico. A inflação foi derrubada, as finanças públicas estavam estabilizadas e alguns capitais estrangeiros foram atraídos. No entanto, o crescimento foi ainda baixo. No início de 2000, o então Presidente Thabo Mbeki prometeu promover o crescimento econômico e o investimento estrangeiro através do relaxamento de leis trabalhistas restritivas, acelerando o ritmo de privatização e o corte de gastos governamentais desnecessários. Suas políticas enfrentam forte oposição dos sindicatos. De 2004 em diante o crescimento econômico aumentou significativamente, assim como a formação de emprego e aumento de capital. África do Sul é o maior produtor e consumidor de energia no continente africano.
Refugiados de países pobres vizinhos incluem muitos imigrantes provenientes da República Democrática do Congo, Moçambique, Zimbábue, Maláui e outros, que representam uma grande parcela do setor informal. Com elevados níveis de desemprego entre os pobres sul-africanos, a xenofobia é prevalente e muitas pessoas nascidas na África do Sul se sentem ressentidos com os imigrantes que são vistos como pessoas que privam a população nativa de postos de trabalho, um sentimento que tem tido credibilidade pelo fato de que muitos empregadores Sul Africano têm empregado os migrantes de outros países para salários mais baixos do que os cidadãos sul-africanos, especialmente na construção civil, turismo, agricultura e indústrias de serviços domésticos. Os imigrantes ilegais são também fortemente envolvidos no comércio informal. No entanto, muitos imigrantes na África do Sul continuam a viver em condições precárias e a política de imigração do sul-africana tornou-se cada vez mais restritivas desde 1994.
Os principais parceiros comerciais internacionais da África do Sul, além de outros países africanos, incluem a Alemanha, os Estados Unidos, a China, o Japão, o Reino Unido e a Espanha. As principais exportações do país incluem o milho, diamantes, frutas, ouro, açúcar, metais, minerais e lã. Máquinas e equipamentos de transporte constituem mais de um terço do valor das importações do país. Outras importações incluem produtos químicos, produtos manufatura dos e petróleo.
Recentemente a África do Sul foi incluída no grupo de países emergentes com economias promissoras, os BRICS.

### Turismo

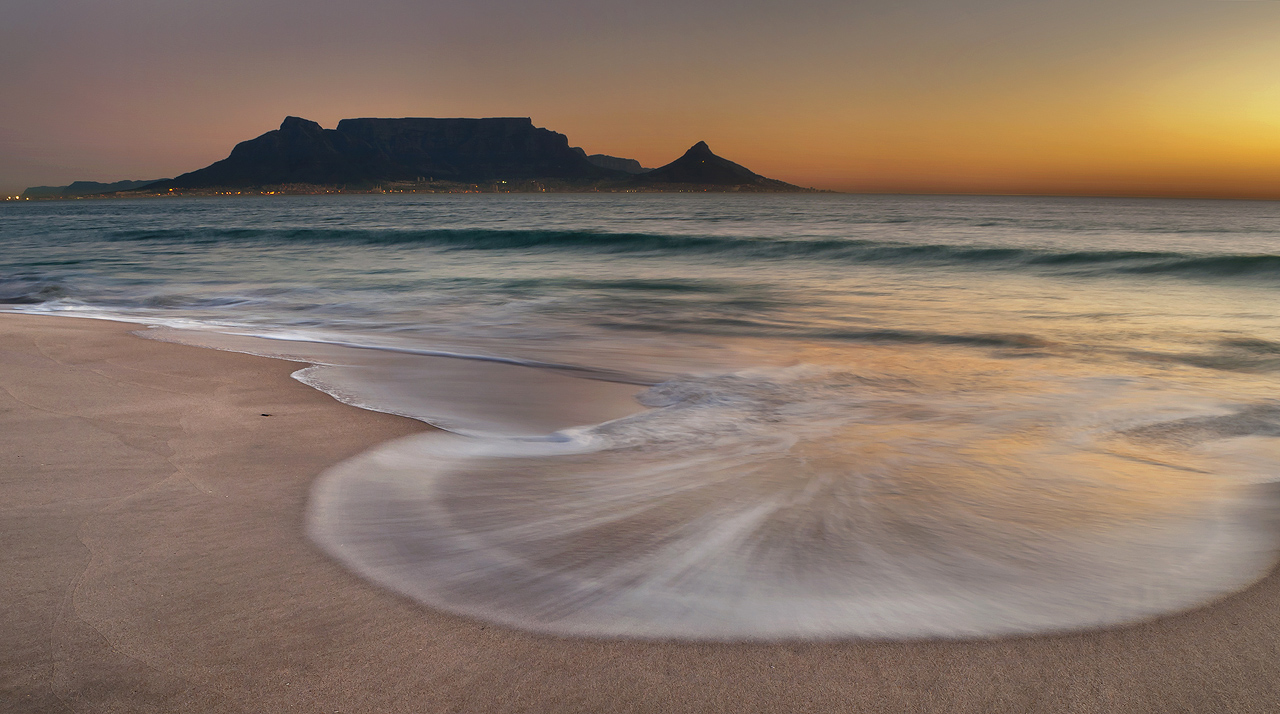
Montanha da Mesa, vista da Baía da Mesa

Em 2018, A África do Sul foi o 36º país mais visitado do mundo, com 10,4 milhões de turistas internacionais. As receitas do turismo, neste ano, foram de US$ 8,9 bilhões.
A África do Sul é um destino turístico popular, com cerca de 860 mil visitantes mensais (março de 2008), dos quais cerca de 210 mil são de fora do continente Africano. Em 2013, a África do Sul recebeu catorze milhões visitantes internacionais. O turismo representa entre 1% e 3% do PIB sul-africano suporta mais de 10% dos postos de trabalho no país, de acordo com o World Travel & Tourism Council.
A perda de florestas significa uma perda de habitat para a vida selvagem também. Cerca de 90% da vida selvagem na África do Sul pode ser encontrada atualmente apenas em parques e reservas nacionais, que podem ser visitadas durante safaris. Entre os animais encontrados, estão mamíferos, répteis, anfíbios e aves. Em contrapartida, apenas 34% da vida vegetal no país está localizado em áreas protegidas.
Uma das vertentes turísticas mais importantes no país é o ecoturismo, cujo objetivo é o beneficiar o país sem afetar o meio ambiente da nação, promovendo e apoiando a sua biodiversidade. Em vez de atrair estrangeiros que entram uma nação africana para caçar, a ideia é promover safaris "fotográficos", para uma clientela com maior consciência ecológica. O ecoturismo pode ajudar a conservar a biodiversidade e aliviar a pobreza na África do Sul através da criação de empregos locais.

## Infraestrutura

### Ciência e tecnologia

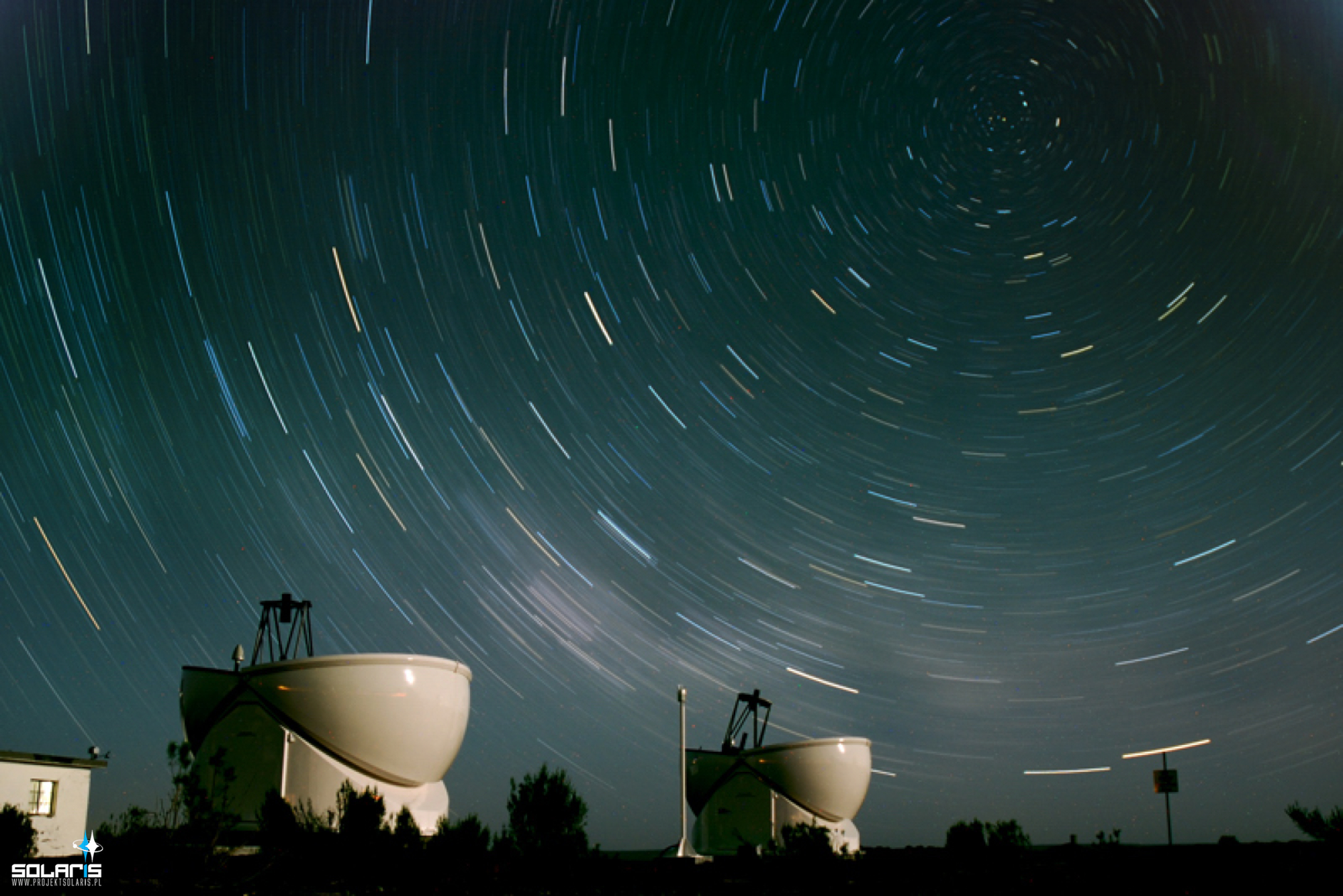
Telescópios do South African Astronomical Observatory (SAAO) em Sutherland, na província do Cabo Setentrional

Vários desenvolvimentos científicos e tecnológicos importantes originaram-se na África do Sul. O primeiro transplante de coração humano foi realizado pelo cirurgião cardíaco Christiaan Barnard no Hospital Groote Schuur em dezembro de 1967; Max Theiler desenvolveu uma vacina contra a febre amarela; Allan McLeod Cormack pioneira da tomografia computadorizada por raios-x e Aaron Klug que desenvolveu técnicas cristalográficas de microscopia eletrônica. Com exceção de Barnard, todos os avanços citados foram reconhecidos com Prêmios Nobel. Sydney Brenner ganhou mais recentemente, em 2002, por seu trabalho pioneiro em biologia molecular.
Mark Shuttleworth fundou uma das primeiras empresas de segurança na internet, a Thawte, que foi posteriormente comprada pela líder mundial VeriSign. Apesar dos esforços do governo para incentivar o empreendedorismo em biotecnologia, outros campos de alta tecnologia e TI, não há outras empresas inovadoras notáveis fundadas na África do Sul. É um objetivo expresso do governo a transição da economia sul-africana para torná-la mais dependente da alta tecnologia, com base na constatação de que a África do Sul não pode competir com as economias do Extremo Oriente na manufatura, nem pode usufruir de sua riqueza mineral perpetuamente.
A África do Sul cultivou uma comunidade astronômica em expansão. O país abriga o Grande Telescópio Sul-Africano, o maior telescópio óptico no hemisfério sul. A África do Sul está construindo atualmente a Telescópio de Array Karoo (MeerKAT) como parte do projeto de 1,5 bilhão de euros Square Kilometre Array. Em 25 de maio de 2012, foi anunciado que as sedes do Telescópio Square Kilometer Array serão divididas entre locais na África do Sul e na Austrália/Nova Zelândia.

### Educação

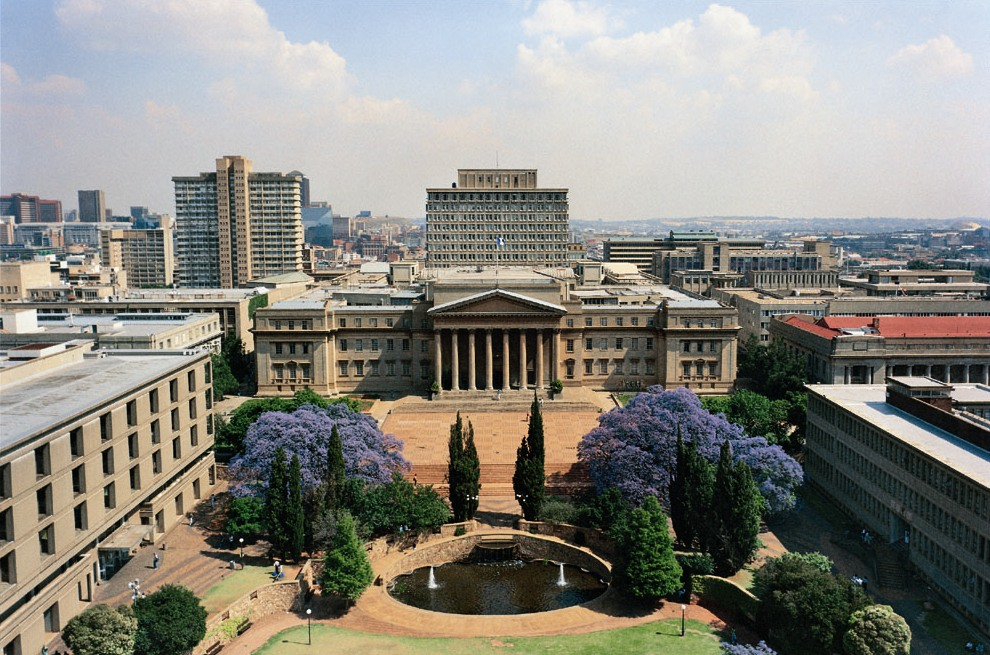
Universidade de Witwatersrand

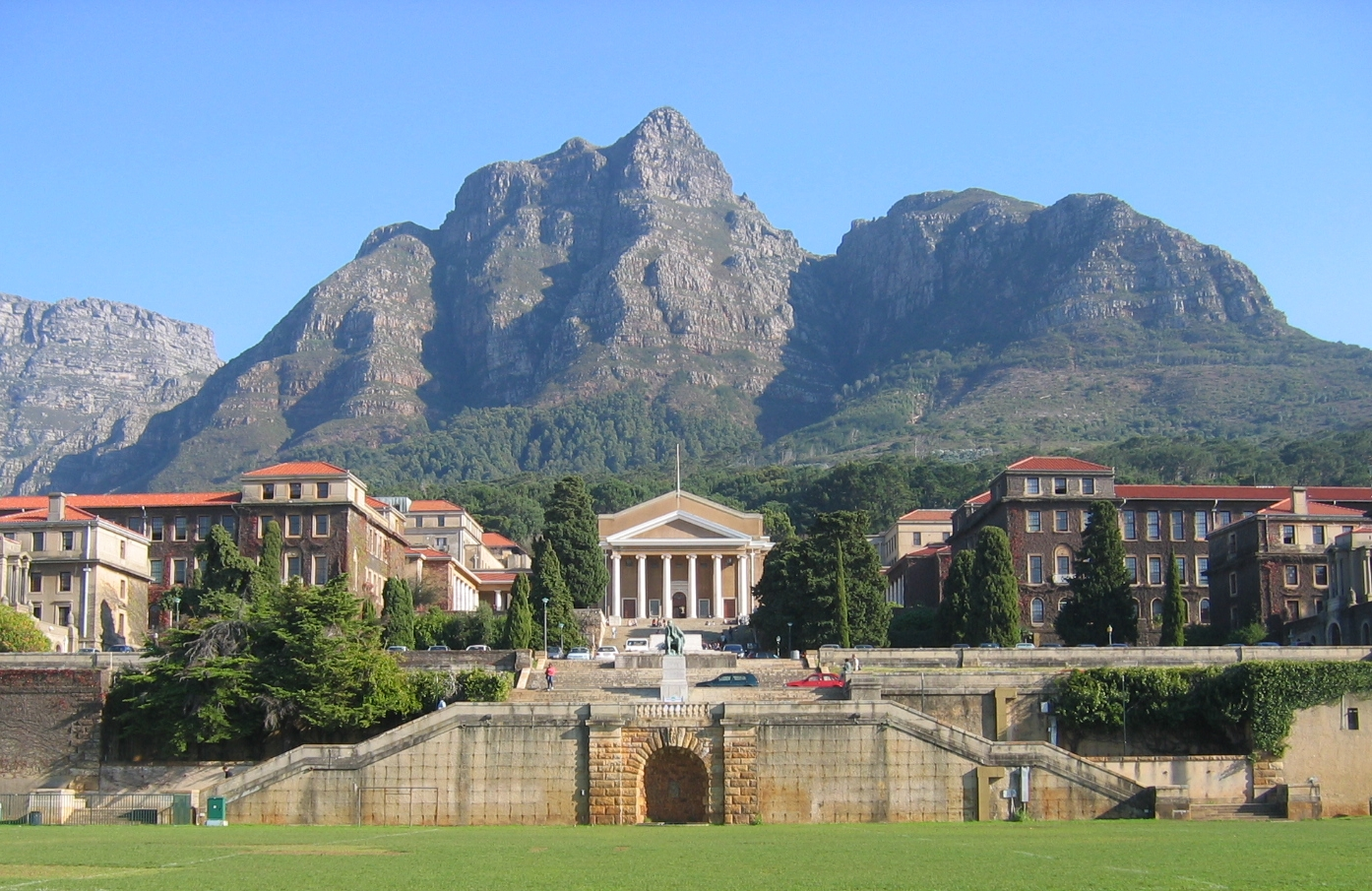
Universidade da Cidade do Cabo

A educação na África do Sul é a segunda melhor do continente africano, perdendo apenas para Cabo Verde. Na época do apartheid, os estudantes de todos os grupos étnicos da África do Sul iam com frequência a escolas próprias para cada etnia. Fora isso, os menores caucasianos de dezoito anos que falavam inglês e africânder, apesar de serem obrigados a estudar as duas línguas, iam com frequência a instituições de ensino adequadas a cada etnia. Considerando cada menor de dezesseis anos, o governo pagava muito mais caro com a educação dos caucasianos do que a dos não caucasianos.
Entre os sete e os dezesseis anos, o ensino era obrigatório para os menores caucasianos de dezoito anos. Cerca de 90% deles iam diariamente a escolas da rede pública de ensino. O resto ia para escolas da rede particular controladas pelo Estado. Mais de 55% terminavam o ensino médio.
Os menores mestiços ou asiáticos de dezoito anos eram obrigados a se dirigirem à escola, entre os sete aos catorze anos, desde que habitassem áreas que dispusessem desta facilidade. Em diversas dessas regiões não existiam escolas e salas de aula para os mestiços e os asiáticos. Aproximadamente 99% desses menores de dezoito anos ia para educandários religiosos controlados pelo Estado. Mais de 10% dos menores mestiços de dezoito anos e 25% dos indianos alcançavam o ensino médio. Até 1981 a legislação não obrigava que os menores africanos de dezesseis anos fossem com frequência a instituições de ensino. Desde então, os conselhos locais podiam requerer que o governo nacional solicitasse o comparecimento dos menores de sua área, de seis a quinze anos, para instituições de ensino, 20% dos menores africanos iam a instituições de ensino.
Entre as principais universidades da África do Sul estão a Universidade da Cidade do Cabo, a Universidade do Noroeste, Universidade de Fort Hare, a Universidade de Pretória, a Universidade de Stellenbosch e a Universidade de Witwatersrand.

### Saúde

O impacto da AIDS tem causado uma queda na expectativa de vida do país

A expansão da SIDA (síndrome da imunodeficiência adquirida, AIDS no Brasil) é um problema alarmante no país, chegando a atingir 31% das mulheres grávidas em 2005 e uma taxa de infecção nos adultos estimada em 20%. A ligação entre HIV, um vírus transmitido principalmente por contato sexual, e SIDA foi negado há muito tempo pelo presidente Thabo Mbeki e pelo ministro da saúde Manto Tshabalala-Msimang, que insiste que as muitas mortes no país são causadas por má nutrição, e muita pobreza, e não pelo HIV. Em 2007, em resposta a pressões internacionais, o governo fez esforços para combater a SIDA.
A SIDA afeta principalmente aqueles que são sexualmente ativos e é muito mais presente na população negra. A maioria das mortes são de pessoas economicamente ativas, resultando em muitas famílias perdendo sua principal fonte de renda. Isso tem resultado em muitos órfãos pela SIDA que em muitos casos dependem do estado para suporte financeiro e médico. É estimado que há 1,2 milhões de órfãos na África do Sul. Muitas pessoas mais velhas também perdem o apoio dos membros mais jovens da família. Cerca de cinco milhões de pessoas estão infectadas pela doença.
A África do Sul, mesmo com muitos problemas envolvendo a saúde pública, abriga o maior hospital do mundo, o Hospital Chris Hani Baragwanath, com 173 hectares de área, 3 200 camas e 6 760 funcionários. Esse hospital fica na área de Soweto, Joanesburgo.

### Energia e transportes

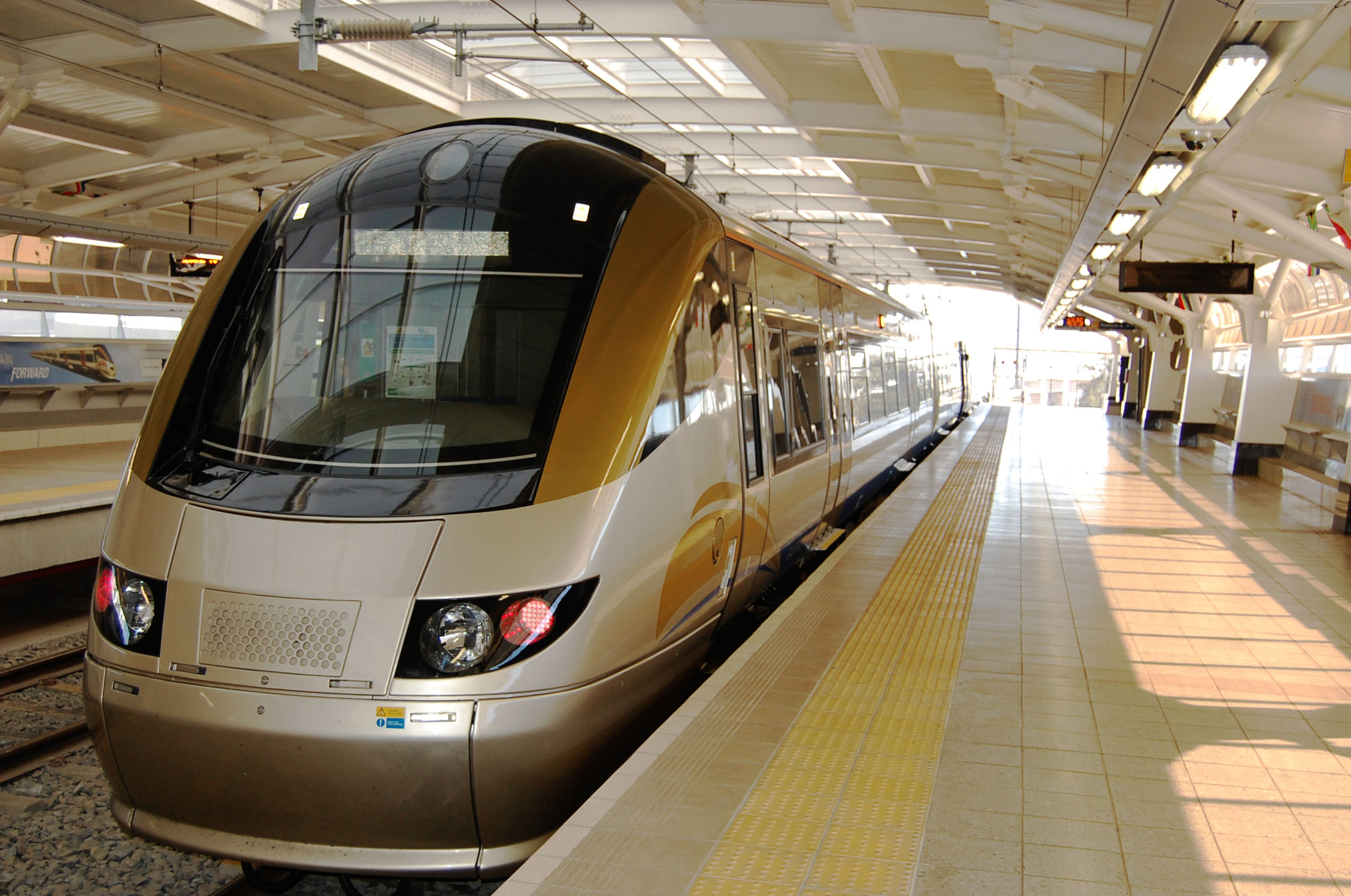
Gautrain, uma linha de trem que liga Joanesburgo à Pretória e ao Aeroporto Internacional Oliver Tambo

No setor dos transportes, o país conta com uma rede de 20 192 km de ferrovias e 362 099 km de rodovias, dos quais 73 506 km estão pavimentados e 239 km são classificados como autoestradas. O país conta com 567 aeroportos (a 11ª maior rede aeroviária do mundo em 2012) e seus maiores portos marítimos estão localizados nas cidades de Cidade do Cabo, Durban, Porto Elizabeth, Richards Bay, Baía de Saldanha.
Após tentativas frustradas por parte do governo de estimular a construção pela iniciativa privada da capacidade de geração de energia do país, a empresa estatal fornecedora de energia Eskom começou a ter deficiência de capacidade na geração de energia elétrica e infraestrutura de distribuição em 2007. Essa falta levou à incapacidade de atender às demandas da indústria e dos consumidores em todo o país, resultando em apagões. Inicialmente a falta de capacidade foi provocada por uma falha na Central Nuclear Koeberg, mas uma falta generalizada de capacidade de produzir energia devido ao aumento da demanda tornou-se evidente desde então. A fornecedora tem sido amplamente criticada por não planejar adequadamente e construir a capacidade de geração elétrica de forma suficiente, embora o governo tenha admitido que é culpado por se recusar a aprovar o financiamento para investimento em infraestrutura.

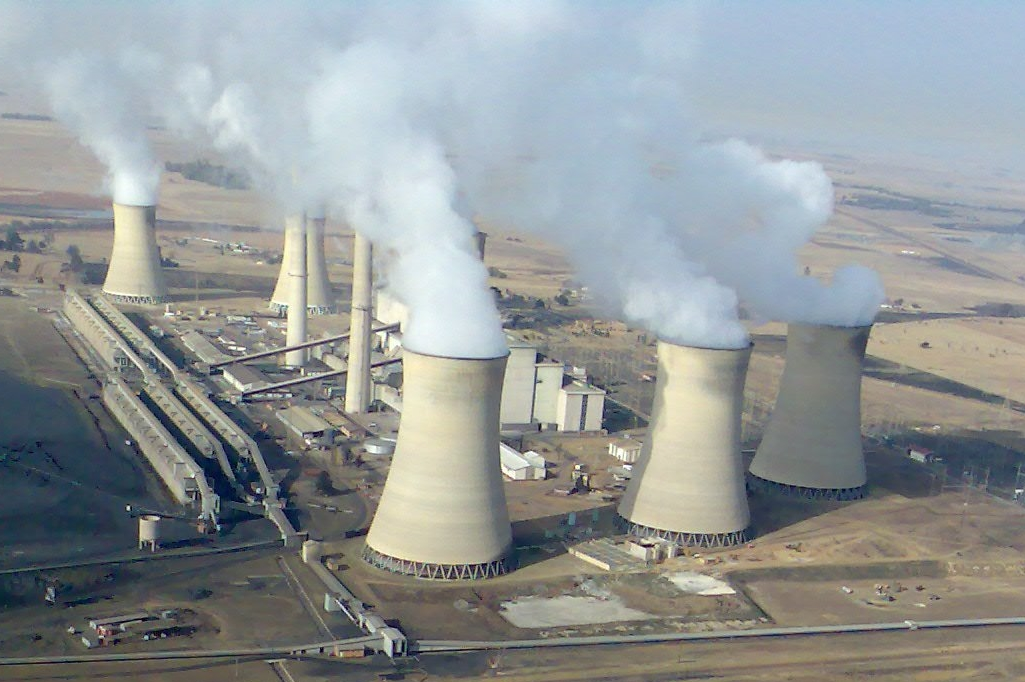
Usina termoelétrica em Middelburg, Mepumalanga

A crise foi resolvida depois de alguns meses, mas a margem entre a demanda nacional e a capacidade disponível ainda é baixa (especialmente em horários de pico), e estações de energia estão sob pressão, de modo que uma outra fase de apagões é provável se alguma parte do sistema de fornecimento for interrompida por qualquer motivo.
O governo e a Eskom estão planejando novas usinas, por um custo para o consumidor sul-africano. A concessionária de energia planeja ter 20 mil megawatts de energia nuclear em sua matriz até 2025.
Em 2021, a África do Sul tinha, em energia elétrica renovável instalada, 3 484 MW em energia hidroelétrica, 2 956 MW em energia eólica (30º maior do mundo), 6 221 MW em energia solar (21º maior do mundo), e 242 MW em biomassa.

## Cultura
Não existe uma única cultura sul-africana, devido à diversidade étnica do país, e cada grupo racial tem a sua própria identidade cultural. Isto pode ser apreciado nas diferenças na alimentação, na música e na dança entre os vários grupos. Há, no entanto, alguns traços unificadores.

### Belas artes

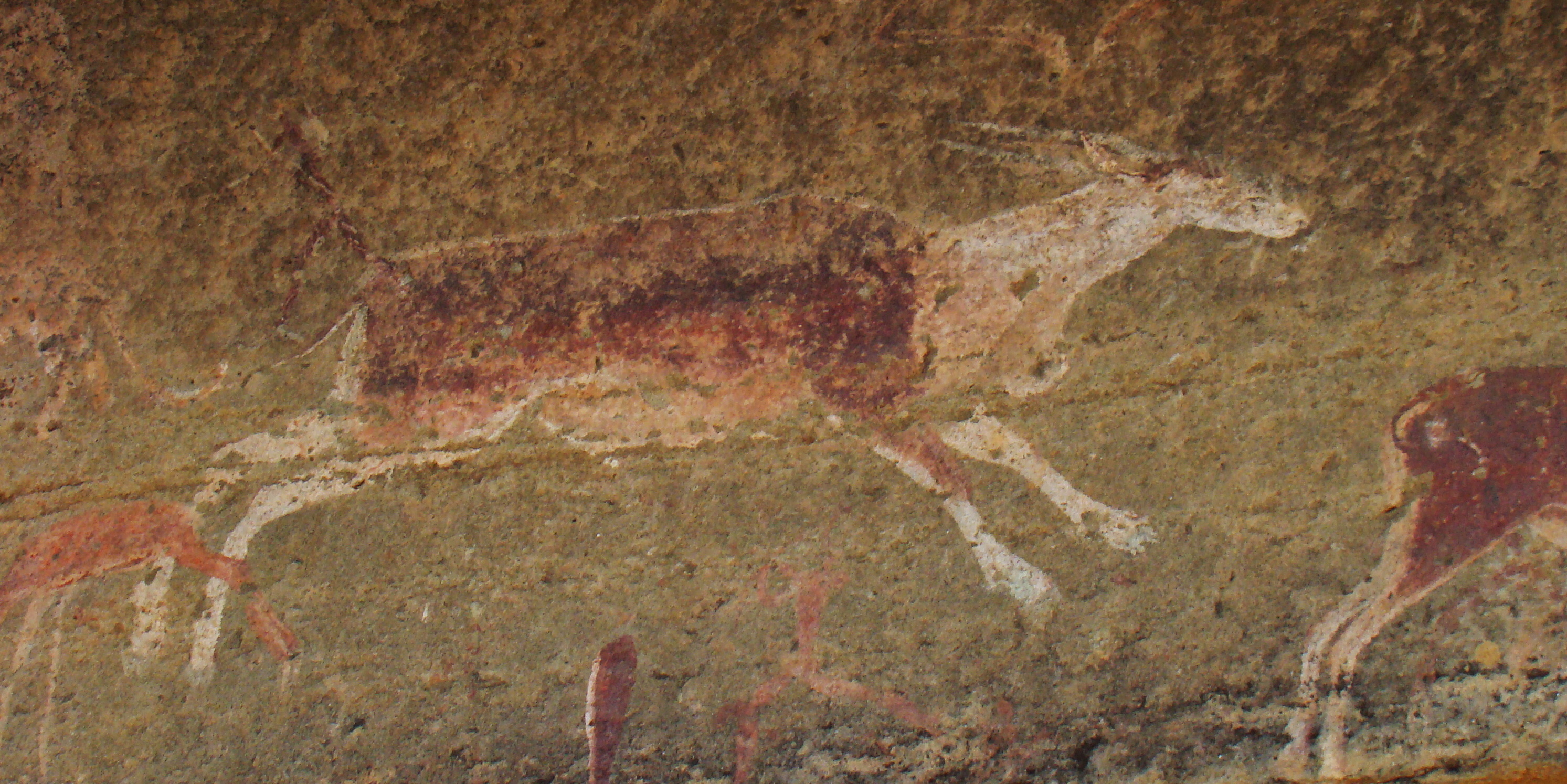
Um elande retratado em uma pintura rupestre encontrada em Drakensberg

A arte sul-africana inclui os mais antigos objetos artísticos do mundo, que foram descobertos em uma caverna do país e foram datados em 75 mil anos de idade. As tribos dispersas de povos coissãs que se deslocaram para a África do Sul em torno de 10 000 a.C. tinham sua própria expressão artística, vista hoje em uma infinidade de pinturas rupestres. Eles foram substituídos pelos povos bantos/angunes com suas próprias formas de arte. Novas formas artísticas evoluíram nas vilas e cidades: a arte dinâmica, que usa de tiras de plástico a aros de bicicleta. A arte popular neerlanda com influências dos africânderes trekboers e os artistas brancos urbanos seguiram mudando as tradições europeias a partir de 1850 e também contribuíram para essa mistura eclética, que continua a evoluir ainda hoje.

### Literatura

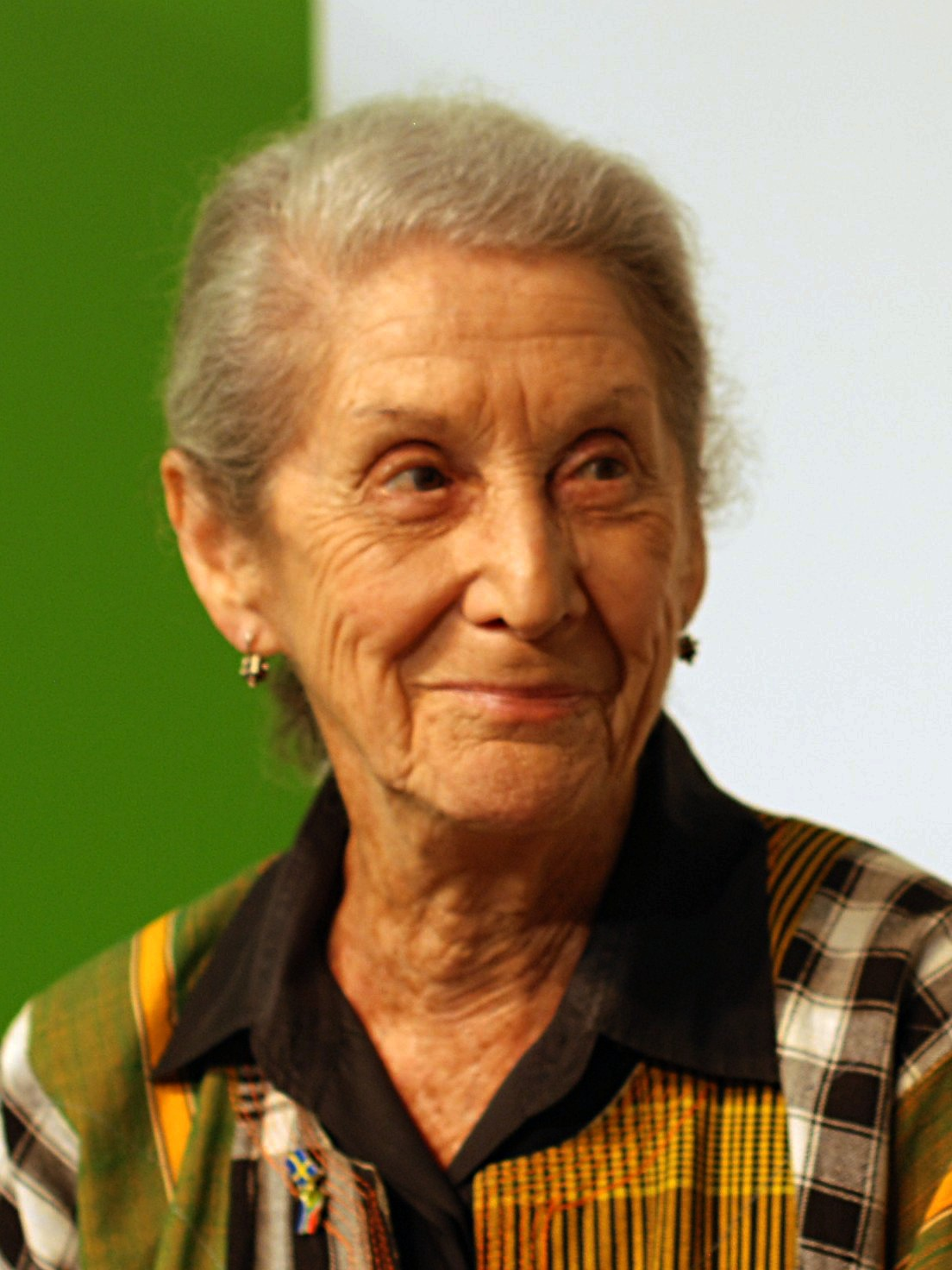
Nadine Gordimer, escritora sul-africana ganhadora do Prêmio Nobel de Literatura de 1991

A literatura sul-africana surge a partir de uma história social e política única. Um dos primeiros romances bem conhecidos escritos por um autor negro em um idioma africano foi Mhudi, de Solomon Tshekisho Plaatje, escrito em 1930. Durante os anos 1950, a revista Drum tornou-se um viveiro de sátiras políticas, ficção e ensaios, dando voz à cultura negra urbana.
Entre os autores sul-africanos brancos mais notáveis estão Alan Paton, que publicou o romance Cry, the Beloved Country em 1948. Nadine Gordimer se tornou a primeira sul-africana a ser agraciada com o Prêmio Nobel de Literatura em 1991. Seu romance mais famoso, July's People, foi lançado em 1981. J. M. Coetzee ganhou o Prêmio Nobel de Literatura em 2003. Na época da atribuição do prêmio, a Academia Sueca afirmou que Coetzee "em inúmeros disfarces retrata o envolvimento surpreendente do estranho".
As peças de Athol Fugard regularmente estrearam nos cinemas fringe da África do Sul, Londres (The Royal Court Theatre) e Nova Iorque. A obra The Story of an African Farm (1883), de Olive Schreiner, foi uma revelação na literatura vitoriana: é anunciado por muitos como a introdução de feminismo na forma de romance.

### Culinária

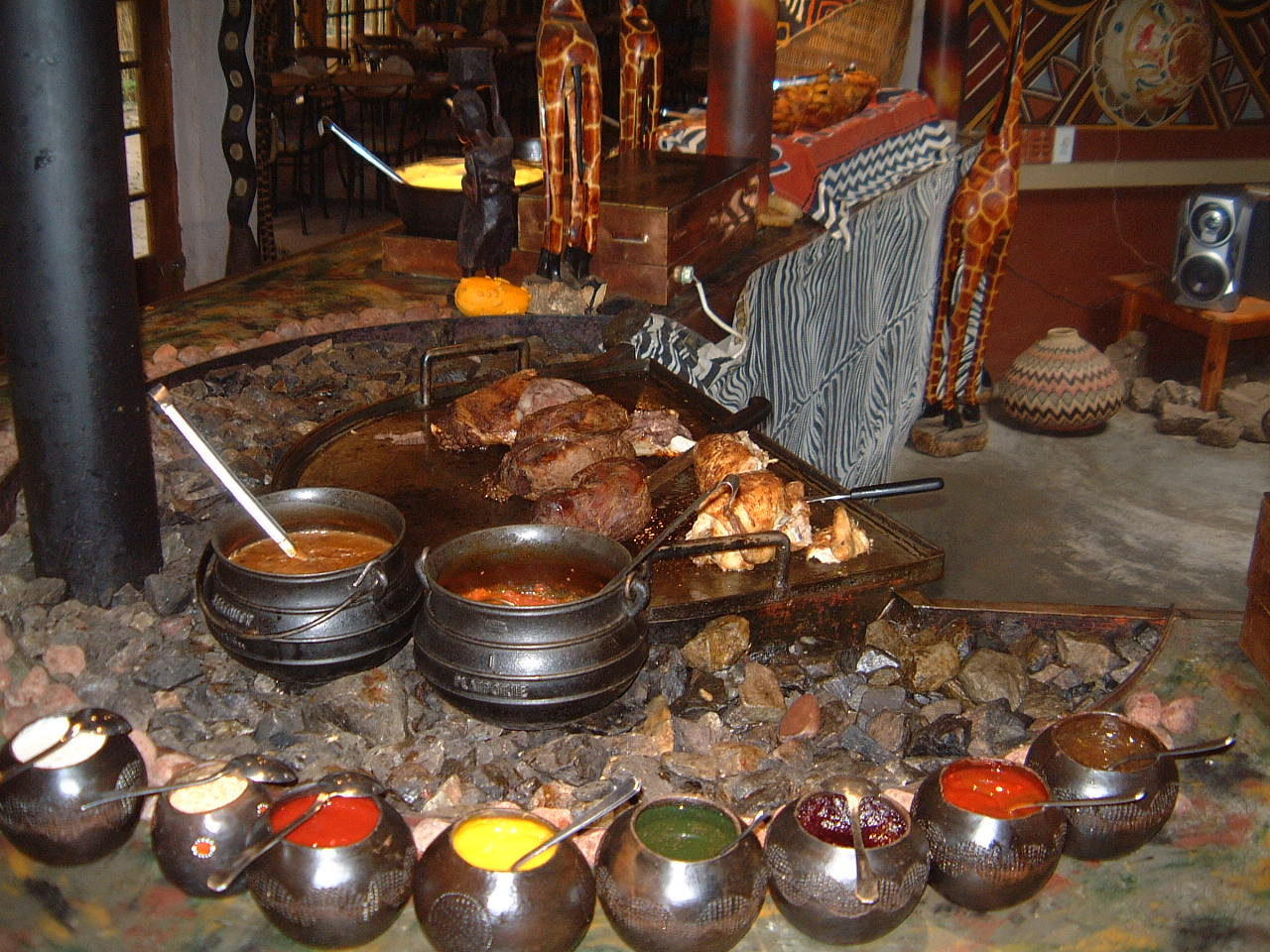
Cozinha tradicional sul-africana

A cultura sul-africana é diversa; alimentos de muitas culturas são apreciados por todos e especialmente comercializados para os turistas que desejam provar a grande variedade da culinária do país. A culinária sul-africana é fortemente baseada na carne grelhada enquanto um evento social tipicamente sul-africano conhecido como um braai (ou churrasco). O país também se tornou um grande produtor de vinhos, sendo que alguns dos seus melhores vinhedos encontram-se em vales em torno de Stellenbosch, Franschhoek, Paarl e Barrydale, no Cabo Ocidental.

### Música
Existe uma grande diversidade na música da África do Sul. Muitos músicos negros que cantavam em africâner ou inglês durante o apartheid passaram a cantar em línguas africanas tradicionais, e desenvolveram um estilo único chamado kwaito. Digna de nota é Brenda Fassie, que alcançou fama graças à sua canção "Weekend Special", cantada em inglês. Músicos tradicionais famosos são os Ladysmith Black Mambazo, e o Quarteto de Cordas do Soweto executa música clássica com sabor africano. Os cantores sul-africanos brancos e mestiços tendem a evitar temas musicais tradicionais africanos, preferindo estilos mais europeus. Existe um bom mercado para música africâner, que cobre todos os gêneros da música ocidental.

### Esportes

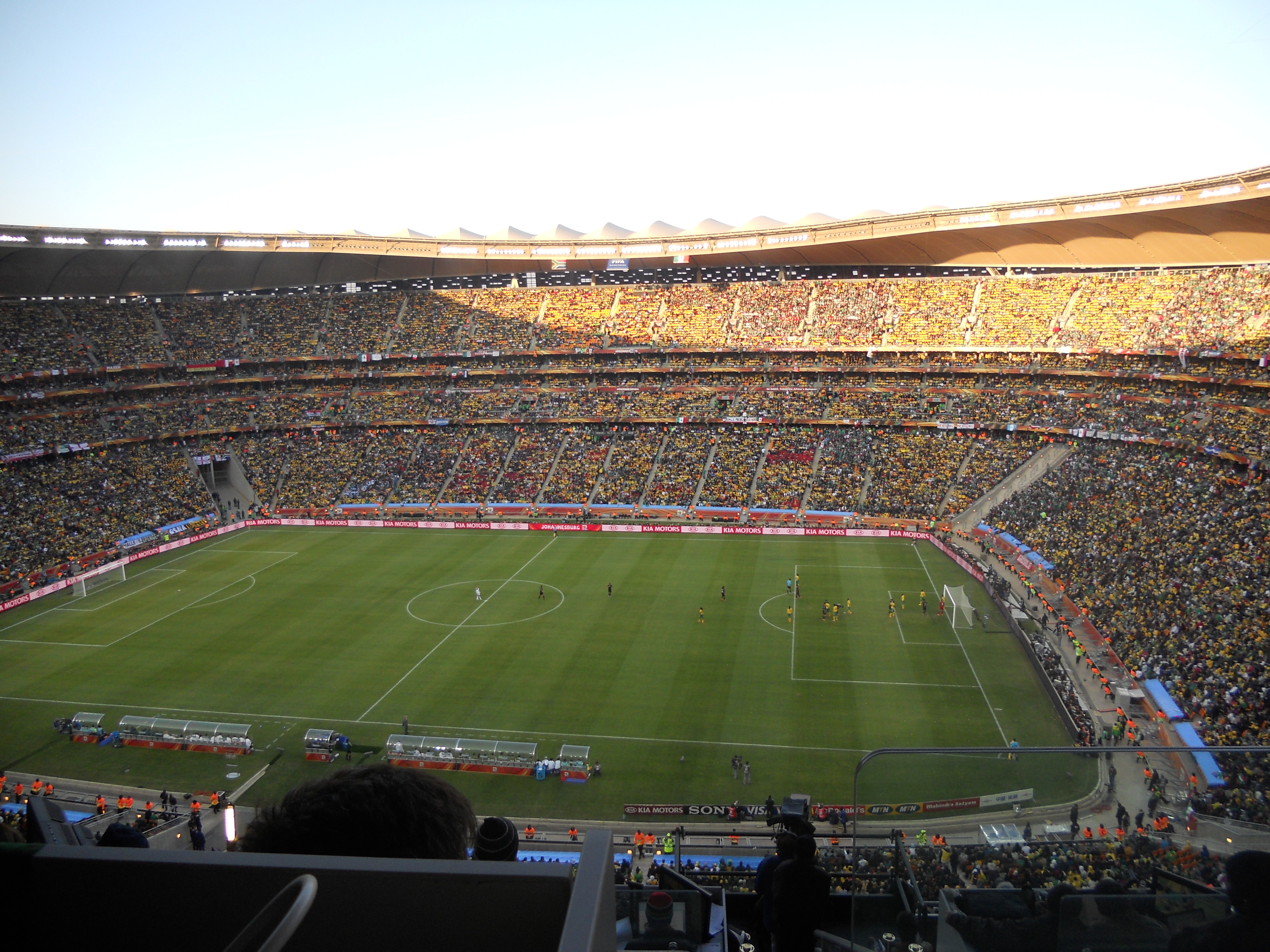
Jogo de futebol entre África do Sul e México no estádio Soccer City, em Joanesburgo, durante a Copa do Mundo FIFA de 2010

Os esportes mais populares da África do Sul são o rugby, o críquete e o hóquei em campo (hóquei de grama, no português brasileiro). Outros esportes com prática significativa são natação, atletismo, golfe, boxe, tênis e netball. Apesar do futebol ser mais praticado entre os jovens (e estar em crescimento no país), outros esportes como o basquete, o surf e o skate estão cada vez mais populares.
Entre os atletas de futebol sul-africanos que jogaram em grandes clubes estrangeiros estão Steven Pienaar, Lucas Radebe, Philemon Masinga, Benni McCarthy, Aaron Mokoena e Delron Buckley. A África do Sul sediou a Copa do Mundo FIFA de 2010 e o presidente da Fifa, Sepp Blatter, premiou o país com uma nota 9 (de uma escala de até 10) por sediar o evento esportivo com êxito.
Entre as personalidades de boxe sul-africanas mais famosas estão Jacob Matlala, Vuyani Bungu, Welcome Ncita, Dingaan Thobela, Gerrie Coetzee e Brian Mitchell. O surfista de Durba, Jordy Smith, ganhou o torneio Billabong J-Bay de 2010, tornando-se o surfista número um do mundo. A África do Sul é a casa de Jody Scheckter, um campeão da Fórmula Um de automobilismo em 1979. Famosos jogadores sul-africanos de críquete incluem Herschelle Gibbs, Graeme Smith, Jacques Kallis, J. P. Duminy.

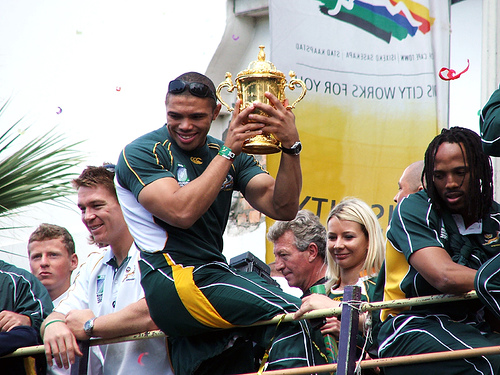
Os Springboks em uma parada de ônibus, após a vitória na Copa do Mundo de Rugby de 2007

A África do Sul também produziu inúmeros jogadores de rugby de classe mundial, incluindo François Pienaar, Joost van der Westhuizen, Danie Craven, Frik du Preez, Naas Botha e Bryan Habana. O país sediou e venceu a Copa do Mundo de Rugby de 1995 e venceu a Copa do Mundo de Rugby de 2007, na França. Após sediar a Copa do Mundo de Rugby de 1995, o país foi o anfitrião e o vencedor do Campeonato Africano das Nações de 1996. A África do Sul também recebeu a Copa do Mundo de Críquete de 2003.
A equipe de natação de Roland Schoeman, Lyndon Ferns, Darian Townsend e Ryk Neethling conquistou a medalha de ouro nos Jogos Olímpicos de Verão de 2004, quebrando simultaneamente o recorde mundial no revezamento 4x100 m livre. Penelope Heyns ganhou o ouro olímpico nos Jogos Olímpicos de 1996, em Atlanta. Em 2012, Oscar Pistorius se tornou o primeiro homem duplamente amputado a competir nos Jogos Olímpicos de 2012, em Londres. No golfe, Gary Player é geralmente considerado como um dos maiores golfistas de todos os tempos, tendo conquistado o Career Grand Slam, um dos cinco jogadores que já alcançaram tal feito. Outros jogadores sul-africanos que ganharam grandes torneios são Bobby Locke, Ernie Els, Retief Goosen, Trevor Immelman, Louis Oosthuizen e Charl Schwartzel.

### Feriados
| Dia            | Nome em português        | Nome local            | Notas                                                       |
| -------------- | ------------------------ | --------------------- | ----------------------------------------------------------- |
| 1 de Janeiro   | Dia de Ano Novo          | New Year's Day        |                                                             |
| 21 de Março    | Dia dos Direitos Humanos | Human Rights Day      |                                                             |
| Festa móvel    | Sexta-Feira Santa        | Good Friday           |                                                             |
| Festa móvel    | Segunda-Feira de Páscoa  | Easter Monday         |                                                             |
| 27 de Abril    | Dia da Liberdade         | Freedom Day           | Comemora as primeiras eleições livres pós-apartheid.        |
| 1 de Maio      | Dia do Trabalhador       | Worker’s Day          |                                                             |
| 16 de Junho    | Dia da Juventude         | Youth Day             | Comemora os distúrbios de Soweto                            |
| 9 de Agosto    | Dia Nacional da Mulher   | National Women's Day  |                                                             |
| 24 de Setembro | Dia da Herança           | Heritage Day          | Dia em que os sul-africanos comemoram a diversidade do país |
| 16 de Dezembro | Dia da Reconciliação     | Day of Reconciliation |                                                             |
| 25 de Dezembro | Natal                    | Christmas Day         |                                                             |
| 26 de Dezembro | Dia da Boa-Vontade       | Day of Goodwill       |                                                             |